# Бенони одбрана
Овај чланак користи алгебарску шаховску нотацију како би се описали шаховски потези.

Бенони одбрана је шаховско отварање које карактеришу потези:
1. д4 Сф6
2. ц4 ц5
3. д5
Црни тада може жртвовати пјешака са 3 ... б5 ( Бенко Гамбит ), иначе је 3 ... е6 најчешћи потез (мада се виђају и 3 ... д6 или 3 ... г6, обично пребацује у главну линију).

## Етимологија
„Бен они“ (בן אוני) је хебрејски израз који значи „син моје туге“ (усп. Постанак 35:18) – име књиге Аарона Реинганума из 1825. о неколико одбрана против краљевог гамбита и даминог гамбита. 

## Стари Бенони: 1.д4 ц5
|   | a | b | c | d | e | f | g | h |   |
| 8 | a8 black rook · b8 black knight · c8 black bishop · d8 black queen · e8 black king · f8 black bishop · g8 black knight · h8 black rook · a7 black pawn · b7 black pawn · d7 black pawn · e7 black pawn · f7 black pawn · g7 black pawn · h7 black pawn · c5 black pawn · d4 white pawn · a2 white pawn · b2 white pawn · c2 white pawn · e2 white pawn · f2 white pawn · g2 white pawn · h2 white pawn · a1 white rook · b1 white knight · c1 white bishop · d1 white queen · e1 white king · f1 white bishop · g1 white knight · h1 white rook | a8 black rook · b8 black knight · c8 black bishop · d8 black queen · e8 black king · f8 black bishop · g8 black knight · h8 black rook · a7 black pawn · b7 black pawn · d7 black pawn · e7 black pawn · f7 black pawn · g7 black pawn · h7 black pawn · c5 black pawn · d4 white pawn · a2 white pawn · b2 white pawn · c2 white pawn · e2 white pawn · f2 white pawn · g2 white pawn · h2 white pawn · a1 white rook · b1 white knight · c1 white bishop · d1 white queen · e1 white king · f1 white bishop · g1 white knight · h1 white rook | a8 black rook · b8 black knight · c8 black bishop · d8 black queen · e8 black king · f8 black bishop · g8 black knight · h8 black rook · a7 black pawn · b7 black pawn · d7 black pawn · e7 black pawn · f7 black pawn · g7 black pawn · h7 black pawn · c5 black pawn · d4 white pawn · a2 white pawn · b2 white pawn · c2 white pawn · e2 white pawn · f2 white pawn · g2 white pawn · h2 white pawn · a1 white rook · b1 white knight · c1 white bishop · d1 white queen · e1 white king · f1 white bishop · g1 white knight · h1 white rook | a8 black rook · b8 black knight · c8 black bishop · d8 black queen · e8 black king · f8 black bishop · g8 black knight · h8 black rook · a7 black pawn · b7 black pawn · d7 black pawn · e7 black pawn · f7 black pawn · g7 black pawn · h7 black pawn · c5 black pawn · d4 white pawn · a2 white pawn · b2 white pawn · c2 white pawn · e2 white pawn · f2 white pawn · g2 white pawn · h2 white pawn · a1 white rook · b1 white knight · c1 white bishop · d1 white queen · e1 white king · f1 white bishop · g1 white knight · h1 white rook | a8 black rook · b8 black knight · c8 black bishop · d8 black queen · e8 black king · f8 black bishop · g8 black knight · h8 black rook · a7 black pawn · b7 black pawn · d7 black pawn · e7 black pawn · f7 black pawn · g7 black pawn · h7 black pawn · c5 black pawn · d4 white pawn · a2 white pawn · b2 white pawn · c2 white pawn · e2 white pawn · f2 white pawn · g2 white pawn · h2 white pawn · a1 white rook · b1 white knight · c1 white bishop · d1 white queen · e1 white king · f1 white bishop · g1 white knight · h1 white rook | a8 black rook · b8 black knight · c8 black bishop · d8 black queen · e8 black king · f8 black bishop · g8 black knight · h8 black rook · a7 black pawn · b7 black pawn · d7 black pawn · e7 black pawn · f7 black pawn · g7 black pawn · h7 black pawn · c5 black pawn · d4 white pawn · a2 white pawn · b2 white pawn · c2 white pawn · e2 white pawn · f2 white pawn · g2 white pawn · h2 white pawn · a1 white rook · b1 white knight · c1 white bishop · d1 white queen · e1 white king · f1 white bishop · g1 white knight · h1 white rook | a8 black rook · b8 black knight · c8 black bishop · d8 black queen · e8 black king · f8 black bishop · g8 black knight · h8 black rook · a7 black pawn · b7 black pawn · d7 black pawn · e7 black pawn · f7 black pawn · g7 black pawn · h7 black pawn · c5 black pawn · d4 white pawn · a2 white pawn · b2 white pawn · c2 white pawn · e2 white pawn · f2 white pawn · g2 white pawn · h2 white pawn · a1 white rook · b1 white knight · c1 white bishop · d1 white queen · e1 white king · f1 white bishop · g1 white knight · h1 white rook | a8 black rook · b8 black knight · c8 black bishop · d8 black queen · e8 black king · f8 black bishop · g8 black knight · h8 black rook · a7 black pawn · b7 black pawn · d7 black pawn · e7 black pawn · f7 black pawn · g7 black pawn · h7 black pawn · c5 black pawn · d4 white pawn · a2 white pawn · b2 white pawn · c2 white pawn · e2 white pawn · f2 white pawn · g2 white pawn · h2 white pawn · a1 white rook · b1 white knight · c1 white bishop · d1 white queen · e1 white king · f1 white bishop · g1 white knight · h1 white rook | 8 |
| 7 | a8 black rook · b8 black knight · c8 black bishop · d8 black queen · e8 black king · f8 black bishop · g8 black knight · h8 black rook · a7 black pawn · b7 black pawn · d7 black pawn · e7 black pawn · f7 black pawn · g7 black pawn · h7 black pawn · c5 black pawn · d4 white pawn · a2 white pawn · b2 white pawn · c2 white pawn · e2 white pawn · f2 white pawn · g2 white pawn · h2 white pawn · a1 white rook · b1 white knight · c1 white bishop · d1 white queen · e1 white king · f1 white bishop · g1 white knight · h1 white rook | a8 black rook · b8 black knight · c8 black bishop · d8 black queen · e8 black king · f8 black bishop · g8 black knight · h8 black rook · a7 black pawn · b7 black pawn · d7 black pawn · e7 black pawn · f7 black pawn · g7 black pawn · h7 black pawn · c5 black pawn · d4 white pawn · a2 white pawn · b2 white pawn · c2 white pawn · e2 white pawn · f2 white pawn · g2 white pawn · h2 white pawn · a1 white rook · b1 white knight · c1 white bishop · d1 white queen · e1 white king · f1 white bishop · g1 white knight · h1 white rook | a8 black rook · b8 black knight · c8 black bishop · d8 black queen · e8 black king · f8 black bishop · g8 black knight · h8 black rook · a7 black pawn · b7 black pawn · d7 black pawn · e7 black pawn · f7 black pawn · g7 black pawn · h7 black pawn · c5 black pawn · d4 white pawn · a2 white pawn · b2 white pawn · c2 white pawn · e2 white pawn · f2 white pawn · g2 white pawn · h2 white pawn · a1 white rook · b1 white knight · c1 white bishop · d1 white queen · e1 white king · f1 white bishop · g1 white knight · h1 white rook | a8 black rook · b8 black knight · c8 black bishop · d8 black queen · e8 black king · f8 black bishop · g8 black knight · h8 black rook · a7 black pawn · b7 black pawn · d7 black pawn · e7 black pawn · f7 black pawn · g7 black pawn · h7 black pawn · c5 black pawn · d4 white pawn · a2 white pawn · b2 white pawn · c2 white pawn · e2 white pawn · f2 white pawn · g2 white pawn · h2 white pawn · a1 white rook · b1 white knight · c1 white bishop · d1 white queen · e1 white king · f1 white bishop · g1 white knight · h1 white rook | a8 black rook · b8 black knight · c8 black bishop · d8 black queen · e8 black king · f8 black bishop · g8 black knight · h8 black rook · a7 black pawn · b7 black pawn · d7 black pawn · e7 black pawn · f7 black pawn · g7 black pawn · h7 black pawn · c5 black pawn · d4 white pawn · a2 white pawn · b2 white pawn · c2 white pawn · e2 white pawn · f2 white pawn · g2 white pawn · h2 white pawn · a1 white rook · b1 white knight · c1 white bishop · d1 white queen · e1 white king · f1 white bishop · g1 white knight · h1 white rook | a8 black rook · b8 black knight · c8 black bishop · d8 black queen · e8 black king · f8 black bishop · g8 black knight · h8 black rook · a7 black pawn · b7 black pawn · d7 black pawn · e7 black pawn · f7 black pawn · g7 black pawn · h7 black pawn · c5 black pawn · d4 white pawn · a2 white pawn · b2 white pawn · c2 white pawn · e2 white pawn · f2 white pawn · g2 white pawn · h2 white pawn · a1 white rook · b1 white knight · c1 white bishop · d1 white queen · e1 white king · f1 white bishop · g1 white knight · h1 white rook | a8 black rook · b8 black knight · c8 black bishop · d8 black queen · e8 black king · f8 black bishop · g8 black knight · h8 black rook · a7 black pawn · b7 black pawn · d7 black pawn · e7 black pawn · f7 black pawn · g7 black pawn · h7 black pawn · c5 black pawn · d4 white pawn · a2 white pawn · b2 white pawn · c2 white pawn · e2 white pawn · f2 white pawn · g2 white pawn · h2 white pawn · a1 white rook · b1 white knight · c1 white bishop · d1 white queen · e1 white king · f1 white bishop · g1 white knight · h1 white rook | a8 black rook · b8 black knight · c8 black bishop · d8 black queen · e8 black king · f8 black bishop · g8 black knight · h8 black rook · a7 black pawn · b7 black pawn · d7 black pawn · e7 black pawn · f7 black pawn · g7 black pawn · h7 black pawn · c5 black pawn · d4 white pawn · a2 white pawn · b2 white pawn · c2 white pawn · e2 white pawn · f2 white pawn · g2 white pawn · h2 white pawn · a1 white rook · b1 white knight · c1 white bishop · d1 white queen · e1 white king · f1 white bishop · g1 white knight · h1 white rook | 7 |
| 6 | a8 black rook · b8 black knight · c8 black bishop · d8 black queen · e8 black king · f8 black bishop · g8 black knight · h8 black rook · a7 black pawn · b7 black pawn · d7 black pawn · e7 black pawn · f7 black pawn · g7 black pawn · h7 black pawn · c5 black pawn · d4 white pawn · a2 white pawn · b2 white pawn · c2 white pawn · e2 white pawn · f2 white pawn · g2 white pawn · h2 white pawn · a1 white rook · b1 white knight · c1 white bishop · d1 white queen · e1 white king · f1 white bishop · g1 white knight · h1 white rook | a8 black rook · b8 black knight · c8 black bishop · d8 black queen · e8 black king · f8 black bishop · g8 black knight · h8 black rook · a7 black pawn · b7 black pawn · d7 black pawn · e7 black pawn · f7 black pawn · g7 black pawn · h7 black pawn · c5 black pawn · d4 white pawn · a2 white pawn · b2 white pawn · c2 white pawn · e2 white pawn · f2 white pawn · g2 white pawn · h2 white pawn · a1 white rook · b1 white knight · c1 white bishop · d1 white queen · e1 white king · f1 white bishop · g1 white knight · h1 white rook | a8 black rook · b8 black knight · c8 black bishop · d8 black queen · e8 black king · f8 black bishop · g8 black knight · h8 black rook · a7 black pawn · b7 black pawn · d7 black pawn · e7 black pawn · f7 black pawn · g7 black pawn · h7 black pawn · c5 black pawn · d4 white pawn · a2 white pawn · b2 white pawn · c2 white pawn · e2 white pawn · f2 white pawn · g2 white pawn · h2 white pawn · a1 white rook · b1 white knight · c1 white bishop · d1 white queen · e1 white king · f1 white bishop · g1 white knight · h1 white rook | a8 black rook · b8 black knight · c8 black bishop · d8 black queen · e8 black king · f8 black bishop · g8 black knight · h8 black rook · a7 black pawn · b7 black pawn · d7 black pawn · e7 black pawn · f7 black pawn · g7 black pawn · h7 black pawn · c5 black pawn · d4 white pawn · a2 white pawn · b2 white pawn · c2 white pawn · e2 white pawn · f2 white pawn · g2 white pawn · h2 white pawn · a1 white rook · b1 white knight · c1 white bishop · d1 white queen · e1 white king · f1 white bishop · g1 white knight · h1 white rook | a8 black rook · b8 black knight · c8 black bishop · d8 black queen · e8 black king · f8 black bishop · g8 black knight · h8 black rook · a7 black pawn · b7 black pawn · d7 black pawn · e7 black pawn · f7 black pawn · g7 black pawn · h7 black pawn · c5 black pawn · d4 white pawn · a2 white pawn · b2 white pawn · c2 white pawn · e2 white pawn · f2 white pawn · g2 white pawn · h2 white pawn · a1 white rook · b1 white knight · c1 white bishop · d1 white queen · e1 white king · f1 white bishop · g1 white knight · h1 white rook | a8 black rook · b8 black knight · c8 black bishop · d8 black queen · e8 black king · f8 black bishop · g8 black knight · h8 black rook · a7 black pawn · b7 black pawn · d7 black pawn · e7 black pawn · f7 black pawn · g7 black pawn · h7 black pawn · c5 black pawn · d4 white pawn · a2 white pawn · b2 white pawn · c2 white pawn · e2 white pawn · f2 white pawn · g2 white pawn · h2 white pawn · a1 white rook · b1 white knight · c1 white bishop · d1 white queen · e1 white king · f1 white bishop · g1 white knight · h1 white rook | a8 black rook · b8 black knight · c8 black bishop · d8 black queen · e8 black king · f8 black bishop · g8 black knight · h8 black rook · a7 black pawn · b7 black pawn · d7 black pawn · e7 black pawn · f7 black pawn · g7 black pawn · h7 black pawn · c5 black pawn · d4 white pawn · a2 white pawn · b2 white pawn · c2 white pawn · e2 white pawn · f2 white pawn · g2 white pawn · h2 white pawn · a1 white rook · b1 white knight · c1 white bishop · d1 white queen · e1 white king · f1 white bishop · g1 white knight · h1 white rook | a8 black rook · b8 black knight · c8 black bishop · d8 black queen · e8 black king · f8 black bishop · g8 black knight · h8 black rook · a7 black pawn · b7 black pawn · d7 black pawn · e7 black pawn · f7 black pawn · g7 black pawn · h7 black pawn · c5 black pawn · d4 white pawn · a2 white pawn · b2 white pawn · c2 white pawn · e2 white pawn · f2 white pawn · g2 white pawn · h2 white pawn · a1 white rook · b1 white knight · c1 white bishop · d1 white queen · e1 white king · f1 white bishop · g1 white knight · h1 white rook | 6 |
| 5 | a8 black rook · b8 black knight · c8 black bishop · d8 black queen · e8 black king · f8 black bishop · g8 black knight · h8 black rook · a7 black pawn · b7 black pawn · d7 black pawn · e7 black pawn · f7 black pawn · g7 black pawn · h7 black pawn · c5 black pawn · d4 white pawn · a2 white pawn · b2 white pawn · c2 white pawn · e2 white pawn · f2 white pawn · g2 white pawn · h2 white pawn · a1 white rook · b1 white knight · c1 white bishop · d1 white queen · e1 white king · f1 white bishop · g1 white knight · h1 white rook | a8 black rook · b8 black knight · c8 black bishop · d8 black queen · e8 black king · f8 black bishop · g8 black knight · h8 black rook · a7 black pawn · b7 black pawn · d7 black pawn · e7 black pawn · f7 black pawn · g7 black pawn · h7 black pawn · c5 black pawn · d4 white pawn · a2 white pawn · b2 white pawn · c2 white pawn · e2 white pawn · f2 white pawn · g2 white pawn · h2 white pawn · a1 white rook · b1 white knight · c1 white bishop · d1 white queen · e1 white king · f1 white bishop · g1 white knight · h1 white rook | a8 black rook · b8 black knight · c8 black bishop · d8 black queen · e8 black king · f8 black bishop · g8 black knight · h8 black rook · a7 black pawn · b7 black pawn · d7 black pawn · e7 black pawn · f7 black pawn · g7 black pawn · h7 black pawn · c5 black pawn · d4 white pawn · a2 white pawn · b2 white pawn · c2 white pawn · e2 white pawn · f2 white pawn · g2 white pawn · h2 white pawn · a1 white rook · b1 white knight · c1 white bishop · d1 white queen · e1 white king · f1 white bishop · g1 white knight · h1 white rook | a8 black rook · b8 black knight · c8 black bishop · d8 black queen · e8 black king · f8 black bishop · g8 black knight · h8 black rook · a7 black pawn · b7 black pawn · d7 black pawn · e7 black pawn · f7 black pawn · g7 black pawn · h7 black pawn · c5 black pawn · d4 white pawn · a2 white pawn · b2 white pawn · c2 white pawn · e2 white pawn · f2 white pawn · g2 white pawn · h2 white pawn · a1 white rook · b1 white knight · c1 white bishop · d1 white queen · e1 white king · f1 white bishop · g1 white knight · h1 white rook | a8 black rook · b8 black knight · c8 black bishop · d8 black queen · e8 black king · f8 black bishop · g8 black knight · h8 black rook · a7 black pawn · b7 black pawn · d7 black pawn · e7 black pawn · f7 black pawn · g7 black pawn · h7 black pawn · c5 black pawn · d4 white pawn · a2 white pawn · b2 white pawn · c2 white pawn · e2 white pawn · f2 white pawn · g2 white pawn · h2 white pawn · a1 white rook · b1 white knight · c1 white bishop · d1 white queen · e1 white king · f1 white bishop · g1 white knight · h1 white rook | a8 black rook · b8 black knight · c8 black bishop · d8 black queen · e8 black king · f8 black bishop · g8 black knight · h8 black rook · a7 black pawn · b7 black pawn · d7 black pawn · e7 black pawn · f7 black pawn · g7 black pawn · h7 black pawn · c5 black pawn · d4 white pawn · a2 white pawn · b2 white pawn · c2 white pawn · e2 white pawn · f2 white pawn · g2 white pawn · h2 white pawn · a1 white rook · b1 white knight · c1 white bishop · d1 white queen · e1 white king · f1 white bishop · g1 white knight · h1 white rook | a8 black rook · b8 black knight · c8 black bishop · d8 black queen · e8 black king · f8 black bishop · g8 black knight · h8 black rook · a7 black pawn · b7 black pawn · d7 black pawn · e7 black pawn · f7 black pawn · g7 black pawn · h7 black pawn · c5 black pawn · d4 white pawn · a2 white pawn · b2 white pawn · c2 white pawn · e2 white pawn · f2 white pawn · g2 white pawn · h2 white pawn · a1 white rook · b1 white knight · c1 white bishop · d1 white queen · e1 white king · f1 white bishop · g1 white knight · h1 white rook | a8 black rook · b8 black knight · c8 black bishop · d8 black queen · e8 black king · f8 black bishop · g8 black knight · h8 black rook · a7 black pawn · b7 black pawn · d7 black pawn · e7 black pawn · f7 black pawn · g7 black pawn · h7 black pawn · c5 black pawn · d4 white pawn · a2 white pawn · b2 white pawn · c2 white pawn · e2 white pawn · f2 white pawn · g2 white pawn · h2 white pawn · a1 white rook · b1 white knight · c1 white bishop · d1 white queen · e1 white king · f1 white bishop · g1 white knight · h1 white rook | 5 |
| 4 | a8 black rook · b8 black knight · c8 black bishop · d8 black queen · e8 black king · f8 black bishop · g8 black knight · h8 black rook · a7 black pawn · b7 black pawn · d7 black pawn · e7 black pawn · f7 black pawn · g7 black pawn · h7 black pawn · c5 black pawn · d4 white pawn · a2 white pawn · b2 white pawn · c2 white pawn · e2 white pawn · f2 white pawn · g2 white pawn · h2 white pawn · a1 white rook · b1 white knight · c1 white bishop · d1 white queen · e1 white king · f1 white bishop · g1 white knight · h1 white rook | a8 black rook · b8 black knight · c8 black bishop · d8 black queen · e8 black king · f8 black bishop · g8 black knight · h8 black rook · a7 black pawn · b7 black pawn · d7 black pawn · e7 black pawn · f7 black pawn · g7 black pawn · h7 black pawn · c5 black pawn · d4 white pawn · a2 white pawn · b2 white pawn · c2 white pawn · e2 white pawn · f2 white pawn · g2 white pawn · h2 white pawn · a1 white rook · b1 white knight · c1 white bishop · d1 white queen · e1 white king · f1 white bishop · g1 white knight · h1 white rook | a8 black rook · b8 black knight · c8 black bishop · d8 black queen · e8 black king · f8 black bishop · g8 black knight · h8 black rook · a7 black pawn · b7 black pawn · d7 black pawn · e7 black pawn · f7 black pawn · g7 black pawn · h7 black pawn · c5 black pawn · d4 white pawn · a2 white pawn · b2 white pawn · c2 white pawn · e2 white pawn · f2 white pawn · g2 white pawn · h2 white pawn · a1 white rook · b1 white knight · c1 white bishop · d1 white queen · e1 white king · f1 white bishop · g1 white knight · h1 white rook | a8 black rook · b8 black knight · c8 black bishop · d8 black queen · e8 black king · f8 black bishop · g8 black knight · h8 black rook · a7 black pawn · b7 black pawn · d7 black pawn · e7 black pawn · f7 black pawn · g7 black pawn · h7 black pawn · c5 black pawn · d4 white pawn · a2 white pawn · b2 white pawn · c2 white pawn · e2 white pawn · f2 white pawn · g2 white pawn · h2 white pawn · a1 white rook · b1 white knight · c1 white bishop · d1 white queen · e1 white king · f1 white bishop · g1 white knight · h1 white rook | a8 black rook · b8 black knight · c8 black bishop · d8 black queen · e8 black king · f8 black bishop · g8 black knight · h8 black rook · a7 black pawn · b7 black pawn · d7 black pawn · e7 black pawn · f7 black pawn · g7 black pawn · h7 black pawn · c5 black pawn · d4 white pawn · a2 white pawn · b2 white pawn · c2 white pawn · e2 white pawn · f2 white pawn · g2 white pawn · h2 white pawn · a1 white rook · b1 white knight · c1 white bishop · d1 white queen · e1 white king · f1 white bishop · g1 white knight · h1 white rook | a8 black rook · b8 black knight · c8 black bishop · d8 black queen · e8 black king · f8 black bishop · g8 black knight · h8 black rook · a7 black pawn · b7 black pawn · d7 black pawn · e7 black pawn · f7 black pawn · g7 black pawn · h7 black pawn · c5 black pawn · d4 white pawn · a2 white pawn · b2 white pawn · c2 white pawn · e2 white pawn · f2 white pawn · g2 white pawn · h2 white pawn · a1 white rook · b1 white knight · c1 white bishop · d1 white queen · e1 white king · f1 white bishop · g1 white knight · h1 white rook | a8 black rook · b8 black knight · c8 black bishop · d8 black queen · e8 black king · f8 black bishop · g8 black knight · h8 black rook · a7 black pawn · b7 black pawn · d7 black pawn · e7 black pawn · f7 black pawn · g7 black pawn · h7 black pawn · c5 black pawn · d4 white pawn · a2 white pawn · b2 white pawn · c2 white pawn · e2 white pawn · f2 white pawn · g2 white pawn · h2 white pawn · a1 white rook · b1 white knight · c1 white bishop · d1 white queen · e1 white king · f1 white bishop · g1 white knight · h1 white rook | a8 black rook · b8 black knight · c8 black bishop · d8 black queen · e8 black king · f8 black bishop · g8 black knight · h8 black rook · a7 black pawn · b7 black pawn · d7 black pawn · e7 black pawn · f7 black pawn · g7 black pawn · h7 black pawn · c5 black pawn · d4 white pawn · a2 white pawn · b2 white pawn · c2 white pawn · e2 white pawn · f2 white pawn · g2 white pawn · h2 white pawn · a1 white rook · b1 white knight · c1 white bishop · d1 white queen · e1 white king · f1 white bishop · g1 white knight · h1 white rook | 4 |
| 3 | a8 black rook · b8 black knight · c8 black bishop · d8 black queen · e8 black king · f8 black bishop · g8 black knight · h8 black rook · a7 black pawn · b7 black pawn · d7 black pawn · e7 black pawn · f7 black pawn · g7 black pawn · h7 black pawn · c5 black pawn · d4 white pawn · a2 white pawn · b2 white pawn · c2 white pawn · e2 white pawn · f2 white pawn · g2 white pawn · h2 white pawn · a1 white rook · b1 white knight · c1 white bishop · d1 white queen · e1 white king · f1 white bishop · g1 white knight · h1 white rook | a8 black rook · b8 black knight · c8 black bishop · d8 black queen · e8 black king · f8 black bishop · g8 black knight · h8 black rook · a7 black pawn · b7 black pawn · d7 black pawn · e7 black pawn · f7 black pawn · g7 black pawn · h7 black pawn · c5 black pawn · d4 white pawn · a2 white pawn · b2 white pawn · c2 white pawn · e2 white pawn · f2 white pawn · g2 white pawn · h2 white pawn · a1 white rook · b1 white knight · c1 white bishop · d1 white queen · e1 white king · f1 white bishop · g1 white knight · h1 white rook | a8 black rook · b8 black knight · c8 black bishop · d8 black queen · e8 black king · f8 black bishop · g8 black knight · h8 black rook · a7 black pawn · b7 black pawn · d7 black pawn · e7 black pawn · f7 black pawn · g7 black pawn · h7 black pawn · c5 black pawn · d4 white pawn · a2 white pawn · b2 white pawn · c2 white pawn · e2 white pawn · f2 white pawn · g2 white pawn · h2 white pawn · a1 white rook · b1 white knight · c1 white bishop · d1 white queen · e1 white king · f1 white bishop · g1 white knight · h1 white rook | a8 black rook · b8 black knight · c8 black bishop · d8 black queen · e8 black king · f8 black bishop · g8 black knight · h8 black rook · a7 black pawn · b7 black pawn · d7 black pawn · e7 black pawn · f7 black pawn · g7 black pawn · h7 black pawn · c5 black pawn · d4 white pawn · a2 white pawn · b2 white pawn · c2 white pawn · e2 white pawn · f2 white pawn · g2 white pawn · h2 white pawn · a1 white rook · b1 white knight · c1 white bishop · d1 white queen · e1 white king · f1 white bishop · g1 white knight · h1 white rook | a8 black rook · b8 black knight · c8 black bishop · d8 black queen · e8 black king · f8 black bishop · g8 black knight · h8 black rook · a7 black pawn · b7 black pawn · d7 black pawn · e7 black pawn · f7 black pawn · g7 black pawn · h7 black pawn · c5 black pawn · d4 white pawn · a2 white pawn · b2 white pawn · c2 white pawn · e2 white pawn · f2 white pawn · g2 white pawn · h2 white pawn · a1 white rook · b1 white knight · c1 white bishop · d1 white queen · e1 white king · f1 white bishop · g1 white knight · h1 white rook | a8 black rook · b8 black knight · c8 black bishop · d8 black queen · e8 black king · f8 black bishop · g8 black knight · h8 black rook · a7 black pawn · b7 black pawn · d7 black pawn · e7 black pawn · f7 black pawn · g7 black pawn · h7 black pawn · c5 black pawn · d4 white pawn · a2 white pawn · b2 white pawn · c2 white pawn · e2 white pawn · f2 white pawn · g2 white pawn · h2 white pawn · a1 white rook · b1 white knight · c1 white bishop · d1 white queen · e1 white king · f1 white bishop · g1 white knight · h1 white rook | a8 black rook · b8 black knight · c8 black bishop · d8 black queen · e8 black king · f8 black bishop · g8 black knight · h8 black rook · a7 black pawn · b7 black pawn · d7 black pawn · e7 black pawn · f7 black pawn · g7 black pawn · h7 black pawn · c5 black pawn · d4 white pawn · a2 white pawn · b2 white pawn · c2 white pawn · e2 white pawn · f2 white pawn · g2 white pawn · h2 white pawn · a1 white rook · b1 white knight · c1 white bishop · d1 white queen · e1 white king · f1 white bishop · g1 white knight · h1 white rook | a8 black rook · b8 black knight · c8 black bishop · d8 black queen · e8 black king · f8 black bishop · g8 black knight · h8 black rook · a7 black pawn · b7 black pawn · d7 black pawn · e7 black pawn · f7 black pawn · g7 black pawn · h7 black pawn · c5 black pawn · d4 white pawn · a2 white pawn · b2 white pawn · c2 white pawn · e2 white pawn · f2 white pawn · g2 white pawn · h2 white pawn · a1 white rook · b1 white knight · c1 white bishop · d1 white queen · e1 white king · f1 white bishop · g1 white knight · h1 white rook | 3 |
| 2 | a8 black rook · b8 black knight · c8 black bishop · d8 black queen · e8 black king · f8 black bishop · g8 black knight · h8 black rook · a7 black pawn · b7 black pawn · d7 black pawn · e7 black pawn · f7 black pawn · g7 black pawn · h7 black pawn · c5 black pawn · d4 white pawn · a2 white pawn · b2 white pawn · c2 white pawn · e2 white pawn · f2 white pawn · g2 white pawn · h2 white pawn · a1 white rook · b1 white knight · c1 white bishop · d1 white queen · e1 white king · f1 white bishop · g1 white knight · h1 white rook | a8 black rook · b8 black knight · c8 black bishop · d8 black queen · e8 black king · f8 black bishop · g8 black knight · h8 black rook · a7 black pawn · b7 black pawn · d7 black pawn · e7 black pawn · f7 black pawn · g7 black pawn · h7 black pawn · c5 black pawn · d4 white pawn · a2 white pawn · b2 white pawn · c2 white pawn · e2 white pawn · f2 white pawn · g2 white pawn · h2 white pawn · a1 white rook · b1 white knight · c1 white bishop · d1 white queen · e1 white king · f1 white bishop · g1 white knight · h1 white rook | a8 black rook · b8 black knight · c8 black bishop · d8 black queen · e8 black king · f8 black bishop · g8 black knight · h8 black rook · a7 black pawn · b7 black pawn · d7 black pawn · e7 black pawn · f7 black pawn · g7 black pawn · h7 black pawn · c5 black pawn · d4 white pawn · a2 white pawn · b2 white pawn · c2 white pawn · e2 white pawn · f2 white pawn · g2 white pawn · h2 white pawn · a1 white rook · b1 white knight · c1 white bishop · d1 white queen · e1 white king · f1 white bishop · g1 white knight · h1 white rook | a8 black rook · b8 black knight · c8 black bishop · d8 black queen · e8 black king · f8 black bishop · g8 black knight · h8 black rook · a7 black pawn · b7 black pawn · d7 black pawn · e7 black pawn · f7 black pawn · g7 black pawn · h7 black pawn · c5 black pawn · d4 white pawn · a2 white pawn · b2 white pawn · c2 white pawn · e2 white pawn · f2 white pawn · g2 white pawn · h2 white pawn · a1 white rook · b1 white knight · c1 white bishop · d1 white queen · e1 white king · f1 white bishop · g1 white knight · h1 white rook | a8 black rook · b8 black knight · c8 black bishop · d8 black queen · e8 black king · f8 black bishop · g8 black knight · h8 black rook · a7 black pawn · b7 black pawn · d7 black pawn · e7 black pawn · f7 black pawn · g7 black pawn · h7 black pawn · c5 black pawn · d4 white pawn · a2 white pawn · b2 white pawn · c2 white pawn · e2 white pawn · f2 white pawn · g2 white pawn · h2 white pawn · a1 white rook · b1 white knight · c1 white bishop · d1 white queen · e1 white king · f1 white bishop · g1 white knight · h1 white rook | a8 black rook · b8 black knight · c8 black bishop · d8 black queen · e8 black king · f8 black bishop · g8 black knight · h8 black rook · a7 black pawn · b7 black pawn · d7 black pawn · e7 black pawn · f7 black pawn · g7 black pawn · h7 black pawn · c5 black pawn · d4 white pawn · a2 white pawn · b2 white pawn · c2 white pawn · e2 white pawn · f2 white pawn · g2 white pawn · h2 white pawn · a1 white rook · b1 white knight · c1 white bishop · d1 white queen · e1 white king · f1 white bishop · g1 white knight · h1 white rook | a8 black rook · b8 black knight · c8 black bishop · d8 black queen · e8 black king · f8 black bishop · g8 black knight · h8 black rook · a7 black pawn · b7 black pawn · d7 black pawn · e7 black pawn · f7 black pawn · g7 black pawn · h7 black pawn · c5 black pawn · d4 white pawn · a2 white pawn · b2 white pawn · c2 white pawn · e2 white pawn · f2 white pawn · g2 white pawn · h2 white pawn · a1 white rook · b1 white knight · c1 white bishop · d1 white queen · e1 white king · f1 white bishop · g1 white knight · h1 white rook | a8 black rook · b8 black knight · c8 black bishop · d8 black queen · e8 black king · f8 black bishop · g8 black knight · h8 black rook · a7 black pawn · b7 black pawn · d7 black pawn · e7 black pawn · f7 black pawn · g7 black pawn · h7 black pawn · c5 black pawn · d4 white pawn · a2 white pawn · b2 white pawn · c2 white pawn · e2 white pawn · f2 white pawn · g2 white pawn · h2 white pawn · a1 white rook · b1 white knight · c1 white bishop · d1 white queen · e1 white king · f1 white bishop · g1 white knight · h1 white rook | 2 |
| 1 | a8 black rook · b8 black knight · c8 black bishop · d8 black queen · e8 black king · f8 black bishop · g8 black knight · h8 black rook · a7 black pawn · b7 black pawn · d7 black pawn · e7 black pawn · f7 black pawn · g7 black pawn · h7 black pawn · c5 black pawn · d4 white pawn · a2 white pawn · b2 white pawn · c2 white pawn · e2 white pawn · f2 white pawn · g2 white pawn · h2 white pawn · a1 white rook · b1 white knight · c1 white bishop · d1 white queen · e1 white king · f1 white bishop · g1 white knight · h1 white rook | a8 black rook · b8 black knight · c8 black bishop · d8 black queen · e8 black king · f8 black bishop · g8 black knight · h8 black rook · a7 black pawn · b7 black pawn · d7 black pawn · e7 black pawn · f7 black pawn · g7 black pawn · h7 black pawn · c5 black pawn · d4 white pawn · a2 white pawn · b2 white pawn · c2 white pawn · e2 white pawn · f2 white pawn · g2 white pawn · h2 white pawn · a1 white rook · b1 white knight · c1 white bishop · d1 white queen · e1 white king · f1 white bishop · g1 white knight · h1 white rook | a8 black rook · b8 black knight · c8 black bishop · d8 black queen · e8 black king · f8 black bishop · g8 black knight · h8 black rook · a7 black pawn · b7 black pawn · d7 black pawn · e7 black pawn · f7 black pawn · g7 black pawn · h7 black pawn · c5 black pawn · d4 white pawn · a2 white pawn · b2 white pawn · c2 white pawn · e2 white pawn · f2 white pawn · g2 white pawn · h2 white pawn · a1 white rook · b1 white knight · c1 white bishop · d1 white queen · e1 white king · f1 white bishop · g1 white knight · h1 white rook | a8 black rook · b8 black knight · c8 black bishop · d8 black queen · e8 black king · f8 black bishop · g8 black knight · h8 black rook · a7 black pawn · b7 black pawn · d7 black pawn · e7 black pawn · f7 black pawn · g7 black pawn · h7 black pawn · c5 black pawn · d4 white pawn · a2 white pawn · b2 white pawn · c2 white pawn · e2 white pawn · f2 white pawn · g2 white pawn · h2 white pawn · a1 white rook · b1 white knight · c1 white bishop · d1 white queen · e1 white king · f1 white bishop · g1 white knight · h1 white rook | a8 black rook · b8 black knight · c8 black bishop · d8 black queen · e8 black king · f8 black bishop · g8 black knight · h8 black rook · a7 black pawn · b7 black pawn · d7 black pawn · e7 black pawn · f7 black pawn · g7 black pawn · h7 black pawn · c5 black pawn · d4 white pawn · a2 white pawn · b2 white pawn · c2 white pawn · e2 white pawn · f2 white pawn · g2 white pawn · h2 white pawn · a1 white rook · b1 white knight · c1 white bishop · d1 white queen · e1 white king · f1 white bishop · g1 white knight · h1 white rook | a8 black rook · b8 black knight · c8 black bishop · d8 black queen · e8 black king · f8 black bishop · g8 black knight · h8 black rook · a7 black pawn · b7 black pawn · d7 black pawn · e7 black pawn · f7 black pawn · g7 black pawn · h7 black pawn · c5 black pawn · d4 white pawn · a2 white pawn · b2 white pawn · c2 white pawn · e2 white pawn · f2 white pawn · g2 white pawn · h2 white pawn · a1 white rook · b1 white knight · c1 white bishop · d1 white queen · e1 white king · f1 white bishop · g1 white knight · h1 white rook | a8 black rook · b8 black knight · c8 black bishop · d8 black queen · e8 black king · f8 black bishop · g8 black knight · h8 black rook · a7 black pawn · b7 black pawn · d7 black pawn · e7 black pawn · f7 black pawn · g7 black pawn · h7 black pawn · c5 black pawn · d4 white pawn · a2 white pawn · b2 white pawn · c2 white pawn · e2 white pawn · f2 white pawn · g2 white pawn · h2 white pawn · a1 white rook · b1 white knight · c1 white bishop · d1 white queen · e1 white king · f1 white bishop · g1 white knight · h1 white rook | a8 black rook · b8 black knight · c8 black bishop · d8 black queen · e8 black king · f8 black bishop · g8 black knight · h8 black rook · a7 black pawn · b7 black pawn · d7 black pawn · e7 black pawn · f7 black pawn · g7 black pawn · h7 black pawn · c5 black pawn · d4 white pawn · a2 white pawn · b2 white pawn · c2 white pawn · e2 white pawn · f2 white pawn · g2 white pawn · h2 white pawn · a1 white rook · b1 white knight · c1 white bishop · d1 white queen · e1 white king · f1 white bishop · g1 white knight · h1 white rook | 1 |
|   | a | b | c | d | e | f | g | h |   |

Стари Бенони почиње са 1.д4 ц5. Стари Бенони се може пренијети у чешки Бенони, али постоји неколико независних варијанти. Овај облик никада није изазвао озбиљно интересовање за игру на високом нивоу, иако је Александар Аљехин са њим победио Ефима Богољубова у једној партији њиховог другог меча, 1934. године. Стари Бенони се понекад назива и одбрана Блекбурна, после Енглеза Јосефа Хенрија Блекбурна, првог играча за кога се зна да га је успешно искористио. 

## Чешки Бенони: 1.д4 Сф6 2.ц4 ц5 3.д5 е5
|   | a | b | c | d | e | f | g | h |   |
| 8 | a8 black rook · b8 black knight · c8 black bishop · d8 black queen · e8 black king · f8 black bishop · h8 black rook · a7 black pawn · b7 black pawn · d7 black pawn · f7 black pawn · g7 black pawn · h7 black pawn · f6 black knight · c5 black pawn · d5 white pawn · e5 black pawn · c4 white pawn · a2 white pawn · b2 white pawn · e2 white pawn · f2 white pawn · g2 white pawn · h2 white pawn · a1 white rook · b1 white knight · c1 white bishop · d1 white queen · e1 white king · f1 white bishop · g1 white knight · h1 white rook | a8 black rook · b8 black knight · c8 black bishop · d8 black queen · e8 black king · f8 black bishop · h8 black rook · a7 black pawn · b7 black pawn · d7 black pawn · f7 black pawn · g7 black pawn · h7 black pawn · f6 black knight · c5 black pawn · d5 white pawn · e5 black pawn · c4 white pawn · a2 white pawn · b2 white pawn · e2 white pawn · f2 white pawn · g2 white pawn · h2 white pawn · a1 white rook · b1 white knight · c1 white bishop · d1 white queen · e1 white king · f1 white bishop · g1 white knight · h1 white rook | a8 black rook · b8 black knight · c8 black bishop · d8 black queen · e8 black king · f8 black bishop · h8 black rook · a7 black pawn · b7 black pawn · d7 black pawn · f7 black pawn · g7 black pawn · h7 black pawn · f6 black knight · c5 black pawn · d5 white pawn · e5 black pawn · c4 white pawn · a2 white pawn · b2 white pawn · e2 white pawn · f2 white pawn · g2 white pawn · h2 white pawn · a1 white rook · b1 white knight · c1 white bishop · d1 white queen · e1 white king · f1 white bishop · g1 white knight · h1 white rook | a8 black rook · b8 black knight · c8 black bishop · d8 black queen · e8 black king · f8 black bishop · h8 black rook · a7 black pawn · b7 black pawn · d7 black pawn · f7 black pawn · g7 black pawn · h7 black pawn · f6 black knight · c5 black pawn · d5 white pawn · e5 black pawn · c4 white pawn · a2 white pawn · b2 white pawn · e2 white pawn · f2 white pawn · g2 white pawn · h2 white pawn · a1 white rook · b1 white knight · c1 white bishop · d1 white queen · e1 white king · f1 white bishop · g1 white knight · h1 white rook | a8 black rook · b8 black knight · c8 black bishop · d8 black queen · e8 black king · f8 black bishop · h8 black rook · a7 black pawn · b7 black pawn · d7 black pawn · f7 black pawn · g7 black pawn · h7 black pawn · f6 black knight · c5 black pawn · d5 white pawn · e5 black pawn · c4 white pawn · a2 white pawn · b2 white pawn · e2 white pawn · f2 white pawn · g2 white pawn · h2 white pawn · a1 white rook · b1 white knight · c1 white bishop · d1 white queen · e1 white king · f1 white bishop · g1 white knight · h1 white rook | a8 black rook · b8 black knight · c8 black bishop · d8 black queen · e8 black king · f8 black bishop · h8 black rook · a7 black pawn · b7 black pawn · d7 black pawn · f7 black pawn · g7 black pawn · h7 black pawn · f6 black knight · c5 black pawn · d5 white pawn · e5 black pawn · c4 white pawn · a2 white pawn · b2 white pawn · e2 white pawn · f2 white pawn · g2 white pawn · h2 white pawn · a1 white rook · b1 white knight · c1 white bishop · d1 white queen · e1 white king · f1 white bishop · g1 white knight · h1 white rook | a8 black rook · b8 black knight · c8 black bishop · d8 black queen · e8 black king · f8 black bishop · h8 black rook · a7 black pawn · b7 black pawn · d7 black pawn · f7 black pawn · g7 black pawn · h7 black pawn · f6 black knight · c5 black pawn · d5 white pawn · e5 black pawn · c4 white pawn · a2 white pawn · b2 white pawn · e2 white pawn · f2 white pawn · g2 white pawn · h2 white pawn · a1 white rook · b1 white knight · c1 white bishop · d1 white queen · e1 white king · f1 white bishop · g1 white knight · h1 white rook | a8 black rook · b8 black knight · c8 black bishop · d8 black queen · e8 black king · f8 black bishop · h8 black rook · a7 black pawn · b7 black pawn · d7 black pawn · f7 black pawn · g7 black pawn · h7 black pawn · f6 black knight · c5 black pawn · d5 white pawn · e5 black pawn · c4 white pawn · a2 white pawn · b2 white pawn · e2 white pawn · f2 white pawn · g2 white pawn · h2 white pawn · a1 white rook · b1 white knight · c1 white bishop · d1 white queen · e1 white king · f1 white bishop · g1 white knight · h1 white rook | 8 |
| 7 | a8 black rook · b8 black knight · c8 black bishop · d8 black queen · e8 black king · f8 black bishop · h8 black rook · a7 black pawn · b7 black pawn · d7 black pawn · f7 black pawn · g7 black pawn · h7 black pawn · f6 black knight · c5 black pawn · d5 white pawn · e5 black pawn · c4 white pawn · a2 white pawn · b2 white pawn · e2 white pawn · f2 white pawn · g2 white pawn · h2 white pawn · a1 white rook · b1 white knight · c1 white bishop · d1 white queen · e1 white king · f1 white bishop · g1 white knight · h1 white rook | a8 black rook · b8 black knight · c8 black bishop · d8 black queen · e8 black king · f8 black bishop · h8 black rook · a7 black pawn · b7 black pawn · d7 black pawn · f7 black pawn · g7 black pawn · h7 black pawn · f6 black knight · c5 black pawn · d5 white pawn · e5 black pawn · c4 white pawn · a2 white pawn · b2 white pawn · e2 white pawn · f2 white pawn · g2 white pawn · h2 white pawn · a1 white rook · b1 white knight · c1 white bishop · d1 white queen · e1 white king · f1 white bishop · g1 white knight · h1 white rook | a8 black rook · b8 black knight · c8 black bishop · d8 black queen · e8 black king · f8 black bishop · h8 black rook · a7 black pawn · b7 black pawn · d7 black pawn · f7 black pawn · g7 black pawn · h7 black pawn · f6 black knight · c5 black pawn · d5 white pawn · e5 black pawn · c4 white pawn · a2 white pawn · b2 white pawn · e2 white pawn · f2 white pawn · g2 white pawn · h2 white pawn · a1 white rook · b1 white knight · c1 white bishop · d1 white queen · e1 white king · f1 white bishop · g1 white knight · h1 white rook | a8 black rook · b8 black knight · c8 black bishop · d8 black queen · e8 black king · f8 black bishop · h8 black rook · a7 black pawn · b7 black pawn · d7 black pawn · f7 black pawn · g7 black pawn · h7 black pawn · f6 black knight · c5 black pawn · d5 white pawn · e5 black pawn · c4 white pawn · a2 white pawn · b2 white pawn · e2 white pawn · f2 white pawn · g2 white pawn · h2 white pawn · a1 white rook · b1 white knight · c1 white bishop · d1 white queen · e1 white king · f1 white bishop · g1 white knight · h1 white rook | a8 black rook · b8 black knight · c8 black bishop · d8 black queen · e8 black king · f8 black bishop · h8 black rook · a7 black pawn · b7 black pawn · d7 black pawn · f7 black pawn · g7 black pawn · h7 black pawn · f6 black knight · c5 black pawn · d5 white pawn · e5 black pawn · c4 white pawn · a2 white pawn · b2 white pawn · e2 white pawn · f2 white pawn · g2 white pawn · h2 white pawn · a1 white rook · b1 white knight · c1 white bishop · d1 white queen · e1 white king · f1 white bishop · g1 white knight · h1 white rook | a8 black rook · b8 black knight · c8 black bishop · d8 black queen · e8 black king · f8 black bishop · h8 black rook · a7 black pawn · b7 black pawn · d7 black pawn · f7 black pawn · g7 black pawn · h7 black pawn · f6 black knight · c5 black pawn · d5 white pawn · e5 black pawn · c4 white pawn · a2 white pawn · b2 white pawn · e2 white pawn · f2 white pawn · g2 white pawn · h2 white pawn · a1 white rook · b1 white knight · c1 white bishop · d1 white queen · e1 white king · f1 white bishop · g1 white knight · h1 white rook | a8 black rook · b8 black knight · c8 black bishop · d8 black queen · e8 black king · f8 black bishop · h8 black rook · a7 black pawn · b7 black pawn · d7 black pawn · f7 black pawn · g7 black pawn · h7 black pawn · f6 black knight · c5 black pawn · d5 white pawn · e5 black pawn · c4 white pawn · a2 white pawn · b2 white pawn · e2 white pawn · f2 white pawn · g2 white pawn · h2 white pawn · a1 white rook · b1 white knight · c1 white bishop · d1 white queen · e1 white king · f1 white bishop · g1 white knight · h1 white rook | a8 black rook · b8 black knight · c8 black bishop · d8 black queen · e8 black king · f8 black bishop · h8 black rook · a7 black pawn · b7 black pawn · d7 black pawn · f7 black pawn · g7 black pawn · h7 black pawn · f6 black knight · c5 black pawn · d5 white pawn · e5 black pawn · c4 white pawn · a2 white pawn · b2 white pawn · e2 white pawn · f2 white pawn · g2 white pawn · h2 white pawn · a1 white rook · b1 white knight · c1 white bishop · d1 white queen · e1 white king · f1 white bishop · g1 white knight · h1 white rook | 7 |
| 6 | a8 black rook · b8 black knight · c8 black bishop · d8 black queen · e8 black king · f8 black bishop · h8 black rook · a7 black pawn · b7 black pawn · d7 black pawn · f7 black pawn · g7 black pawn · h7 black pawn · f6 black knight · c5 black pawn · d5 white pawn · e5 black pawn · c4 white pawn · a2 white pawn · b2 white pawn · e2 white pawn · f2 white pawn · g2 white pawn · h2 white pawn · a1 white rook · b1 white knight · c1 white bishop · d1 white queen · e1 white king · f1 white bishop · g1 white knight · h1 white rook | a8 black rook · b8 black knight · c8 black bishop · d8 black queen · e8 black king · f8 black bishop · h8 black rook · a7 black pawn · b7 black pawn · d7 black pawn · f7 black pawn · g7 black pawn · h7 black pawn · f6 black knight · c5 black pawn · d5 white pawn · e5 black pawn · c4 white pawn · a2 white pawn · b2 white pawn · e2 white pawn · f2 white pawn · g2 white pawn · h2 white pawn · a1 white rook · b1 white knight · c1 white bishop · d1 white queen · e1 white king · f1 white bishop · g1 white knight · h1 white rook | a8 black rook · b8 black knight · c8 black bishop · d8 black queen · e8 black king · f8 black bishop · h8 black rook · a7 black pawn · b7 black pawn · d7 black pawn · f7 black pawn · g7 black pawn · h7 black pawn · f6 black knight · c5 black pawn · d5 white pawn · e5 black pawn · c4 white pawn · a2 white pawn · b2 white pawn · e2 white pawn · f2 white pawn · g2 white pawn · h2 white pawn · a1 white rook · b1 white knight · c1 white bishop · d1 white queen · e1 white king · f1 white bishop · g1 white knight · h1 white rook | a8 black rook · b8 black knight · c8 black bishop · d8 black queen · e8 black king · f8 black bishop · h8 black rook · a7 black pawn · b7 black pawn · d7 black pawn · f7 black pawn · g7 black pawn · h7 black pawn · f6 black knight · c5 black pawn · d5 white pawn · e5 black pawn · c4 white pawn · a2 white pawn · b2 white pawn · e2 white pawn · f2 white pawn · g2 white pawn · h2 white pawn · a1 white rook · b1 white knight · c1 white bishop · d1 white queen · e1 white king · f1 white bishop · g1 white knight · h1 white rook | a8 black rook · b8 black knight · c8 black bishop · d8 black queen · e8 black king · f8 black bishop · h8 black rook · a7 black pawn · b7 black pawn · d7 black pawn · f7 black pawn · g7 black pawn · h7 black pawn · f6 black knight · c5 black pawn · d5 white pawn · e5 black pawn · c4 white pawn · a2 white pawn · b2 white pawn · e2 white pawn · f2 white pawn · g2 white pawn · h2 white pawn · a1 white rook · b1 white knight · c1 white bishop · d1 white queen · e1 white king · f1 white bishop · g1 white knight · h1 white rook | a8 black rook · b8 black knight · c8 black bishop · d8 black queen · e8 black king · f8 black bishop · h8 black rook · a7 black pawn · b7 black pawn · d7 black pawn · f7 black pawn · g7 black pawn · h7 black pawn · f6 black knight · c5 black pawn · d5 white pawn · e5 black pawn · c4 white pawn · a2 white pawn · b2 white pawn · e2 white pawn · f2 white pawn · g2 white pawn · h2 white pawn · a1 white rook · b1 white knight · c1 white bishop · d1 white queen · e1 white king · f1 white bishop · g1 white knight · h1 white rook | a8 black rook · b8 black knight · c8 black bishop · d8 black queen · e8 black king · f8 black bishop · h8 black rook · a7 black pawn · b7 black pawn · d7 black pawn · f7 black pawn · g7 black pawn · h7 black pawn · f6 black knight · c5 black pawn · d5 white pawn · e5 black pawn · c4 white pawn · a2 white pawn · b2 white pawn · e2 white pawn · f2 white pawn · g2 white pawn · h2 white pawn · a1 white rook · b1 white knight · c1 white bishop · d1 white queen · e1 white king · f1 white bishop · g1 white knight · h1 white rook | a8 black rook · b8 black knight · c8 black bishop · d8 black queen · e8 black king · f8 black bishop · h8 black rook · a7 black pawn · b7 black pawn · d7 black pawn · f7 black pawn · g7 black pawn · h7 black pawn · f6 black knight · c5 black pawn · d5 white pawn · e5 black pawn · c4 white pawn · a2 white pawn · b2 white pawn · e2 white pawn · f2 white pawn · g2 white pawn · h2 white pawn · a1 white rook · b1 white knight · c1 white bishop · d1 white queen · e1 white king · f1 white bishop · g1 white knight · h1 white rook | 6 |
| 5 | a8 black rook · b8 black knight · c8 black bishop · d8 black queen · e8 black king · f8 black bishop · h8 black rook · a7 black pawn · b7 black pawn · d7 black pawn · f7 black pawn · g7 black pawn · h7 black pawn · f6 black knight · c5 black pawn · d5 white pawn · e5 black pawn · c4 white pawn · a2 white pawn · b2 white pawn · e2 white pawn · f2 white pawn · g2 white pawn · h2 white pawn · a1 white rook · b1 white knight · c1 white bishop · d1 white queen · e1 white king · f1 white bishop · g1 white knight · h1 white rook | a8 black rook · b8 black knight · c8 black bishop · d8 black queen · e8 black king · f8 black bishop · h8 black rook · a7 black pawn · b7 black pawn · d7 black pawn · f7 black pawn · g7 black pawn · h7 black pawn · f6 black knight · c5 black pawn · d5 white pawn · e5 black pawn · c4 white pawn · a2 white pawn · b2 white pawn · e2 white pawn · f2 white pawn · g2 white pawn · h2 white pawn · a1 white rook · b1 white knight · c1 white bishop · d1 white queen · e1 white king · f1 white bishop · g1 white knight · h1 white rook | a8 black rook · b8 black knight · c8 black bishop · d8 black queen · e8 black king · f8 black bishop · h8 black rook · a7 black pawn · b7 black pawn · d7 black pawn · f7 black pawn · g7 black pawn · h7 black pawn · f6 black knight · c5 black pawn · d5 white pawn · e5 black pawn · c4 white pawn · a2 white pawn · b2 white pawn · e2 white pawn · f2 white pawn · g2 white pawn · h2 white pawn · a1 white rook · b1 white knight · c1 white bishop · d1 white queen · e1 white king · f1 white bishop · g1 white knight · h1 white rook | a8 black rook · b8 black knight · c8 black bishop · d8 black queen · e8 black king · f8 black bishop · h8 black rook · a7 black pawn · b7 black pawn · d7 black pawn · f7 black pawn · g7 black pawn · h7 black pawn · f6 black knight · c5 black pawn · d5 white pawn · e5 black pawn · c4 white pawn · a2 white pawn · b2 white pawn · e2 white pawn · f2 white pawn · g2 white pawn · h2 white pawn · a1 white rook · b1 white knight · c1 white bishop · d1 white queen · e1 white king · f1 white bishop · g1 white knight · h1 white rook | a8 black rook · b8 black knight · c8 black bishop · d8 black queen · e8 black king · f8 black bishop · h8 black rook · a7 black pawn · b7 black pawn · d7 black pawn · f7 black pawn · g7 black pawn · h7 black pawn · f6 black knight · c5 black pawn · d5 white pawn · e5 black pawn · c4 white pawn · a2 white pawn · b2 white pawn · e2 white pawn · f2 white pawn · g2 white pawn · h2 white pawn · a1 white rook · b1 white knight · c1 white bishop · d1 white queen · e1 white king · f1 white bishop · g1 white knight · h1 white rook | a8 black rook · b8 black knight · c8 black bishop · d8 black queen · e8 black king · f8 black bishop · h8 black rook · a7 black pawn · b7 black pawn · d7 black pawn · f7 black pawn · g7 black pawn · h7 black pawn · f6 black knight · c5 black pawn · d5 white pawn · e5 black pawn · c4 white pawn · a2 white pawn · b2 white pawn · e2 white pawn · f2 white pawn · g2 white pawn · h2 white pawn · a1 white rook · b1 white knight · c1 white bishop · d1 white queen · e1 white king · f1 white bishop · g1 white knight · h1 white rook | a8 black rook · b8 black knight · c8 black bishop · d8 black queen · e8 black king · f8 black bishop · h8 black rook · a7 black pawn · b7 black pawn · d7 black pawn · f7 black pawn · g7 black pawn · h7 black pawn · f6 black knight · c5 black pawn · d5 white pawn · e5 black pawn · c4 white pawn · a2 white pawn · b2 white pawn · e2 white pawn · f2 white pawn · g2 white pawn · h2 white pawn · a1 white rook · b1 white knight · c1 white bishop · d1 white queen · e1 white king · f1 white bishop · g1 white knight · h1 white rook | a8 black rook · b8 black knight · c8 black bishop · d8 black queen · e8 black king · f8 black bishop · h8 black rook · a7 black pawn · b7 black pawn · d7 black pawn · f7 black pawn · g7 black pawn · h7 black pawn · f6 black knight · c5 black pawn · d5 white pawn · e5 black pawn · c4 white pawn · a2 white pawn · b2 white pawn · e2 white pawn · f2 white pawn · g2 white pawn · h2 white pawn · a1 white rook · b1 white knight · c1 white bishop · d1 white queen · e1 white king · f1 white bishop · g1 white knight · h1 white rook | 5 |
| 4 | a8 black rook · b8 black knight · c8 black bishop · d8 black queen · e8 black king · f8 black bishop · h8 black rook · a7 black pawn · b7 black pawn · d7 black pawn · f7 black pawn · g7 black pawn · h7 black pawn · f6 black knight · c5 black pawn · d5 white pawn · e5 black pawn · c4 white pawn · a2 white pawn · b2 white pawn · e2 white pawn · f2 white pawn · g2 white pawn · h2 white pawn · a1 white rook · b1 white knight · c1 white bishop · d1 white queen · e1 white king · f1 white bishop · g1 white knight · h1 white rook | a8 black rook · b8 black knight · c8 black bishop · d8 black queen · e8 black king · f8 black bishop · h8 black rook · a7 black pawn · b7 black pawn · d7 black pawn · f7 black pawn · g7 black pawn · h7 black pawn · f6 black knight · c5 black pawn · d5 white pawn · e5 black pawn · c4 white pawn · a2 white pawn · b2 white pawn · e2 white pawn · f2 white pawn · g2 white pawn · h2 white pawn · a1 white rook · b1 white knight · c1 white bishop · d1 white queen · e1 white king · f1 white bishop · g1 white knight · h1 white rook | a8 black rook · b8 black knight · c8 black bishop · d8 black queen · e8 black king · f8 black bishop · h8 black rook · a7 black pawn · b7 black pawn · d7 black pawn · f7 black pawn · g7 black pawn · h7 black pawn · f6 black knight · c5 black pawn · d5 white pawn · e5 black pawn · c4 white pawn · a2 white pawn · b2 white pawn · e2 white pawn · f2 white pawn · g2 white pawn · h2 white pawn · a1 white rook · b1 white knight · c1 white bishop · d1 white queen · e1 white king · f1 white bishop · g1 white knight · h1 white rook | a8 black rook · b8 black knight · c8 black bishop · d8 black queen · e8 black king · f8 black bishop · h8 black rook · a7 black pawn · b7 black pawn · d7 black pawn · f7 black pawn · g7 black pawn · h7 black pawn · f6 black knight · c5 black pawn · d5 white pawn · e5 black pawn · c4 white pawn · a2 white pawn · b2 white pawn · e2 white pawn · f2 white pawn · g2 white pawn · h2 white pawn · a1 white rook · b1 white knight · c1 white bishop · d1 white queen · e1 white king · f1 white bishop · g1 white knight · h1 white rook | a8 black rook · b8 black knight · c8 black bishop · d8 black queen · e8 black king · f8 black bishop · h8 black rook · a7 black pawn · b7 black pawn · d7 black pawn · f7 black pawn · g7 black pawn · h7 black pawn · f6 black knight · c5 black pawn · d5 white pawn · e5 black pawn · c4 white pawn · a2 white pawn · b2 white pawn · e2 white pawn · f2 white pawn · g2 white pawn · h2 white pawn · a1 white rook · b1 white knight · c1 white bishop · d1 white queen · e1 white king · f1 white bishop · g1 white knight · h1 white rook | a8 black rook · b8 black knight · c8 black bishop · d8 black queen · e8 black king · f8 black bishop · h8 black rook · a7 black pawn · b7 black pawn · d7 black pawn · f7 black pawn · g7 black pawn · h7 black pawn · f6 black knight · c5 black pawn · d5 white pawn · e5 black pawn · c4 white pawn · a2 white pawn · b2 white pawn · e2 white pawn · f2 white pawn · g2 white pawn · h2 white pawn · a1 white rook · b1 white knight · c1 white bishop · d1 white queen · e1 white king · f1 white bishop · g1 white knight · h1 white rook | a8 black rook · b8 black knight · c8 black bishop · d8 black queen · e8 black king · f8 black bishop · h8 black rook · a7 black pawn · b7 black pawn · d7 black pawn · f7 black pawn · g7 black pawn · h7 black pawn · f6 black knight · c5 black pawn · d5 white pawn · e5 black pawn · c4 white pawn · a2 white pawn · b2 white pawn · e2 white pawn · f2 white pawn · g2 white pawn · h2 white pawn · a1 white rook · b1 white knight · c1 white bishop · d1 white queen · e1 white king · f1 white bishop · g1 white knight · h1 white rook | a8 black rook · b8 black knight · c8 black bishop · d8 black queen · e8 black king · f8 black bishop · h8 black rook · a7 black pawn · b7 black pawn · d7 black pawn · f7 black pawn · g7 black pawn · h7 black pawn · f6 black knight · c5 black pawn · d5 white pawn · e5 black pawn · c4 white pawn · a2 white pawn · b2 white pawn · e2 white pawn · f2 white pawn · g2 white pawn · h2 white pawn · a1 white rook · b1 white knight · c1 white bishop · d1 white queen · e1 white king · f1 white bishop · g1 white knight · h1 white rook | 4 |
| 3 | a8 black rook · b8 black knight · c8 black bishop · d8 black queen · e8 black king · f8 black bishop · h8 black rook · a7 black pawn · b7 black pawn · d7 black pawn · f7 black pawn · g7 black pawn · h7 black pawn · f6 black knight · c5 black pawn · d5 white pawn · e5 black pawn · c4 white pawn · a2 white pawn · b2 white pawn · e2 white pawn · f2 white pawn · g2 white pawn · h2 white pawn · a1 white rook · b1 white knight · c1 white bishop · d1 white queen · e1 white king · f1 white bishop · g1 white knight · h1 white rook | a8 black rook · b8 black knight · c8 black bishop · d8 black queen · e8 black king · f8 black bishop · h8 black rook · a7 black pawn · b7 black pawn · d7 black pawn · f7 black pawn · g7 black pawn · h7 black pawn · f6 black knight · c5 black pawn · d5 white pawn · e5 black pawn · c4 white pawn · a2 white pawn · b2 white pawn · e2 white pawn · f2 white pawn · g2 white pawn · h2 white pawn · a1 white rook · b1 white knight · c1 white bishop · d1 white queen · e1 white king · f1 white bishop · g1 white knight · h1 white rook | a8 black rook · b8 black knight · c8 black bishop · d8 black queen · e8 black king · f8 black bishop · h8 black rook · a7 black pawn · b7 black pawn · d7 black pawn · f7 black pawn · g7 black pawn · h7 black pawn · f6 black knight · c5 black pawn · d5 white pawn · e5 black pawn · c4 white pawn · a2 white pawn · b2 white pawn · e2 white pawn · f2 white pawn · g2 white pawn · h2 white pawn · a1 white rook · b1 white knight · c1 white bishop · d1 white queen · e1 white king · f1 white bishop · g1 white knight · h1 white rook | a8 black rook · b8 black knight · c8 black bishop · d8 black queen · e8 black king · f8 black bishop · h8 black rook · a7 black pawn · b7 black pawn · d7 black pawn · f7 black pawn · g7 black pawn · h7 black pawn · f6 black knight · c5 black pawn · d5 white pawn · e5 black pawn · c4 white pawn · a2 white pawn · b2 white pawn · e2 white pawn · f2 white pawn · g2 white pawn · h2 white pawn · a1 white rook · b1 white knight · c1 white bishop · d1 white queen · e1 white king · f1 white bishop · g1 white knight · h1 white rook | a8 black rook · b8 black knight · c8 black bishop · d8 black queen · e8 black king · f8 black bishop · h8 black rook · a7 black pawn · b7 black pawn · d7 black pawn · f7 black pawn · g7 black pawn · h7 black pawn · f6 black knight · c5 black pawn · d5 white pawn · e5 black pawn · c4 white pawn · a2 white pawn · b2 white pawn · e2 white pawn · f2 white pawn · g2 white pawn · h2 white pawn · a1 white rook · b1 white knight · c1 white bishop · d1 white queen · e1 white king · f1 white bishop · g1 white knight · h1 white rook | a8 black rook · b8 black knight · c8 black bishop · d8 black queen · e8 black king · f8 black bishop · h8 black rook · a7 black pawn · b7 black pawn · d7 black pawn · f7 black pawn · g7 black pawn · h7 black pawn · f6 black knight · c5 black pawn · d5 white pawn · e5 black pawn · c4 white pawn · a2 white pawn · b2 white pawn · e2 white pawn · f2 white pawn · g2 white pawn · h2 white pawn · a1 white rook · b1 white knight · c1 white bishop · d1 white queen · e1 white king · f1 white bishop · g1 white knight · h1 white rook | a8 black rook · b8 black knight · c8 black bishop · d8 black queen · e8 black king · f8 black bishop · h8 black rook · a7 black pawn · b7 black pawn · d7 black pawn · f7 black pawn · g7 black pawn · h7 black pawn · f6 black knight · c5 black pawn · d5 white pawn · e5 black pawn · c4 white pawn · a2 white pawn · b2 white pawn · e2 white pawn · f2 white pawn · g2 white pawn · h2 white pawn · a1 white rook · b1 white knight · c1 white bishop · d1 white queen · e1 white king · f1 white bishop · g1 white knight · h1 white rook | a8 black rook · b8 black knight · c8 black bishop · d8 black queen · e8 black king · f8 black bishop · h8 black rook · a7 black pawn · b7 black pawn · d7 black pawn · f7 black pawn · g7 black pawn · h7 black pawn · f6 black knight · c5 black pawn · d5 white pawn · e5 black pawn · c4 white pawn · a2 white pawn · b2 white pawn · e2 white pawn · f2 white pawn · g2 white pawn · h2 white pawn · a1 white rook · b1 white knight · c1 white bishop · d1 white queen · e1 white king · f1 white bishop · g1 white knight · h1 white rook | 3 |
| 2 | a8 black rook · b8 black knight · c8 black bishop · d8 black queen · e8 black king · f8 black bishop · h8 black rook · a7 black pawn · b7 black pawn · d7 black pawn · f7 black pawn · g7 black pawn · h7 black pawn · f6 black knight · c5 black pawn · d5 white pawn · e5 black pawn · c4 white pawn · a2 white pawn · b2 white pawn · e2 white pawn · f2 white pawn · g2 white pawn · h2 white pawn · a1 white rook · b1 white knight · c1 white bishop · d1 white queen · e1 white king · f1 white bishop · g1 white knight · h1 white rook | a8 black rook · b8 black knight · c8 black bishop · d8 black queen · e8 black king · f8 black bishop · h8 black rook · a7 black pawn · b7 black pawn · d7 black pawn · f7 black pawn · g7 black pawn · h7 black pawn · f6 black knight · c5 black pawn · d5 white pawn · e5 black pawn · c4 white pawn · a2 white pawn · b2 white pawn · e2 white pawn · f2 white pawn · g2 white pawn · h2 white pawn · a1 white rook · b1 white knight · c1 white bishop · d1 white queen · e1 white king · f1 white bishop · g1 white knight · h1 white rook | a8 black rook · b8 black knight · c8 black bishop · d8 black queen · e8 black king · f8 black bishop · h8 black rook · a7 black pawn · b7 black pawn · d7 black pawn · f7 black pawn · g7 black pawn · h7 black pawn · f6 black knight · c5 black pawn · d5 white pawn · e5 black pawn · c4 white pawn · a2 white pawn · b2 white pawn · e2 white pawn · f2 white pawn · g2 white pawn · h2 white pawn · a1 white rook · b1 white knight · c1 white bishop · d1 white queen · e1 white king · f1 white bishop · g1 white knight · h1 white rook | a8 black rook · b8 black knight · c8 black bishop · d8 black queen · e8 black king · f8 black bishop · h8 black rook · a7 black pawn · b7 black pawn · d7 black pawn · f7 black pawn · g7 black pawn · h7 black pawn · f6 black knight · c5 black pawn · d5 white pawn · e5 black pawn · c4 white pawn · a2 white pawn · b2 white pawn · e2 white pawn · f2 white pawn · g2 white pawn · h2 white pawn · a1 white rook · b1 white knight · c1 white bishop · d1 white queen · e1 white king · f1 white bishop · g1 white knight · h1 white rook | a8 black rook · b8 black knight · c8 black bishop · d8 black queen · e8 black king · f8 black bishop · h8 black rook · a7 black pawn · b7 black pawn · d7 black pawn · f7 black pawn · g7 black pawn · h7 black pawn · f6 black knight · c5 black pawn · d5 white pawn · e5 black pawn · c4 white pawn · a2 white pawn · b2 white pawn · e2 white pawn · f2 white pawn · g2 white pawn · h2 white pawn · a1 white rook · b1 white knight · c1 white bishop · d1 white queen · e1 white king · f1 white bishop · g1 white knight · h1 white rook | a8 black rook · b8 black knight · c8 black bishop · d8 black queen · e8 black king · f8 black bishop · h8 black rook · a7 black pawn · b7 black pawn · d7 black pawn · f7 black pawn · g7 black pawn · h7 black pawn · f6 black knight · c5 black pawn · d5 white pawn · e5 black pawn · c4 white pawn · a2 white pawn · b2 white pawn · e2 white pawn · f2 white pawn · g2 white pawn · h2 white pawn · a1 white rook · b1 white knight · c1 white bishop · d1 white queen · e1 white king · f1 white bishop · g1 white knight · h1 white rook | a8 black rook · b8 black knight · c8 black bishop · d8 black queen · e8 black king · f8 black bishop · h8 black rook · a7 black pawn · b7 black pawn · d7 black pawn · f7 black pawn · g7 black pawn · h7 black pawn · f6 black knight · c5 black pawn · d5 white pawn · e5 black pawn · c4 white pawn · a2 white pawn · b2 white pawn · e2 white pawn · f2 white pawn · g2 white pawn · h2 white pawn · a1 white rook · b1 white knight · c1 white bishop · d1 white queen · e1 white king · f1 white bishop · g1 white knight · h1 white rook | a8 black rook · b8 black knight · c8 black bishop · d8 black queen · e8 black king · f8 black bishop · h8 black rook · a7 black pawn · b7 black pawn · d7 black pawn · f7 black pawn · g7 black pawn · h7 black pawn · f6 black knight · c5 black pawn · d5 white pawn · e5 black pawn · c4 white pawn · a2 white pawn · b2 white pawn · e2 white pawn · f2 white pawn · g2 white pawn · h2 white pawn · a1 white rook · b1 white knight · c1 white bishop · d1 white queen · e1 white king · f1 white bishop · g1 white knight · h1 white rook | 2 |
| 1 | a8 black rook · b8 black knight · c8 black bishop · d8 black queen · e8 black king · f8 black bishop · h8 black rook · a7 black pawn · b7 black pawn · d7 black pawn · f7 black pawn · g7 black pawn · h7 black pawn · f6 black knight · c5 black pawn · d5 white pawn · e5 black pawn · c4 white pawn · a2 white pawn · b2 white pawn · e2 white pawn · f2 white pawn · g2 white pawn · h2 white pawn · a1 white rook · b1 white knight · c1 white bishop · d1 white queen · e1 white king · f1 white bishop · g1 white knight · h1 white rook | a8 black rook · b8 black knight · c8 black bishop · d8 black queen · e8 black king · f8 black bishop · h8 black rook · a7 black pawn · b7 black pawn · d7 black pawn · f7 black pawn · g7 black pawn · h7 black pawn · f6 black knight · c5 black pawn · d5 white pawn · e5 black pawn · c4 white pawn · a2 white pawn · b2 white pawn · e2 white pawn · f2 white pawn · g2 white pawn · h2 white pawn · a1 white rook · b1 white knight · c1 white bishop · d1 white queen · e1 white king · f1 white bishop · g1 white knight · h1 white rook | a8 black rook · b8 black knight · c8 black bishop · d8 black queen · e8 black king · f8 black bishop · h8 black rook · a7 black pawn · b7 black pawn · d7 black pawn · f7 black pawn · g7 black pawn · h7 black pawn · f6 black knight · c5 black pawn · d5 white pawn · e5 black pawn · c4 white pawn · a2 white pawn · b2 white pawn · e2 white pawn · f2 white pawn · g2 white pawn · h2 white pawn · a1 white rook · b1 white knight · c1 white bishop · d1 white queen · e1 white king · f1 white bishop · g1 white knight · h1 white rook | a8 black rook · b8 black knight · c8 black bishop · d8 black queen · e8 black king · f8 black bishop · h8 black rook · a7 black pawn · b7 black pawn · d7 black pawn · f7 black pawn · g7 black pawn · h7 black pawn · f6 black knight · c5 black pawn · d5 white pawn · e5 black pawn · c4 white pawn · a2 white pawn · b2 white pawn · e2 white pawn · f2 white pawn · g2 white pawn · h2 white pawn · a1 white rook · b1 white knight · c1 white bishop · d1 white queen · e1 white king · f1 white bishop · g1 white knight · h1 white rook | a8 black rook · b8 black knight · c8 black bishop · d8 black queen · e8 black king · f8 black bishop · h8 black rook · a7 black pawn · b7 black pawn · d7 black pawn · f7 black pawn · g7 black pawn · h7 black pawn · f6 black knight · c5 black pawn · d5 white pawn · e5 black pawn · c4 white pawn · a2 white pawn · b2 white pawn · e2 white pawn · f2 white pawn · g2 white pawn · h2 white pawn · a1 white rook · b1 white knight · c1 white bishop · d1 white queen · e1 white king · f1 white bishop · g1 white knight · h1 white rook | a8 black rook · b8 black knight · c8 black bishop · d8 black queen · e8 black king · f8 black bishop · h8 black rook · a7 black pawn · b7 black pawn · d7 black pawn · f7 black pawn · g7 black pawn · h7 black pawn · f6 black knight · c5 black pawn · d5 white pawn · e5 black pawn · c4 white pawn · a2 white pawn · b2 white pawn · e2 white pawn · f2 white pawn · g2 white pawn · h2 white pawn · a1 white rook · b1 white knight · c1 white bishop · d1 white queen · e1 white king · f1 white bishop · g1 white knight · h1 white rook | a8 black rook · b8 black knight · c8 black bishop · d8 black queen · e8 black king · f8 black bishop · h8 black rook · a7 black pawn · b7 black pawn · d7 black pawn · f7 black pawn · g7 black pawn · h7 black pawn · f6 black knight · c5 black pawn · d5 white pawn · e5 black pawn · c4 white pawn · a2 white pawn · b2 white pawn · e2 white pawn · f2 white pawn · g2 white pawn · h2 white pawn · a1 white rook · b1 white knight · c1 white bishop · d1 white queen · e1 white king · f1 white bishop · g1 white knight · h1 white rook | a8 black rook · b8 black knight · c8 black bishop · d8 black queen · e8 black king · f8 black bishop · h8 black rook · a7 black pawn · b7 black pawn · d7 black pawn · f7 black pawn · g7 black pawn · h7 black pawn · f6 black knight · c5 black pawn · d5 white pawn · e5 black pawn · c4 white pawn · a2 white pawn · b2 white pawn · e2 white pawn · f2 white pawn · g2 white pawn · h2 white pawn · a1 white rook · b1 white knight · c1 white bishop · d1 white queen · e1 white king · f1 white bishop · g1 white knight · h1 white rook | 1 |
|   | a | b | c | d | e | f | g | h |   |

 У чешком Бенонију, познатом и као Хромадка Бенони, по Карелу Хромадки, црни игра 1.д4 Сф6 2.ц4 ц5 3.д5 е5. Чешки Бенони је чввршћи од модерног Бенонија, али и пасивнији. Средишњице која произилазе из ове линије карактеришу много маневрисања; у већини редова, црни ће изгледати као да прекида са ... б7 – б5 или ... ф7 – ф5 након праве припреме, док бијели може да игра Сц3 – е4 – х3 – Лд3 – Сф3 – г4, како би добио простор на краљевој страни и да спријечи ... ф5. 

## Модерни Бенони: 1.д4 Сф6 2.ц4 ц5 3.д5 е6
|   | a | b | c | d | e | f | g | h |   |
| 8 | a8 black rook · b8 black knight · c8 black bishop · d8 black queen · e8 black king · f8 black bishop · h8 black rook · a7 black pawn · b7 black pawn · d7 black pawn · f7 black pawn · g7 black pawn · h7 black pawn · e6 black pawn · f6 black knight · c5 black pawn · d5 white pawn · c4 white pawn · a2 white pawn · b2 white pawn · e2 white pawn · f2 white pawn · g2 white pawn · h2 white pawn · a1 white rook · b1 white knight · c1 white bishop · d1 white queen · e1 white king · f1 white bishop · g1 white knight · h1 white rook | a8 black rook · b8 black knight · c8 black bishop · d8 black queen · e8 black king · f8 black bishop · h8 black rook · a7 black pawn · b7 black pawn · d7 black pawn · f7 black pawn · g7 black pawn · h7 black pawn · e6 black pawn · f6 black knight · c5 black pawn · d5 white pawn · c4 white pawn · a2 white pawn · b2 white pawn · e2 white pawn · f2 white pawn · g2 white pawn · h2 white pawn · a1 white rook · b1 white knight · c1 white bishop · d1 white queen · e1 white king · f1 white bishop · g1 white knight · h1 white rook | a8 black rook · b8 black knight · c8 black bishop · d8 black queen · e8 black king · f8 black bishop · h8 black rook · a7 black pawn · b7 black pawn · d7 black pawn · f7 black pawn · g7 black pawn · h7 black pawn · e6 black pawn · f6 black knight · c5 black pawn · d5 white pawn · c4 white pawn · a2 white pawn · b2 white pawn · e2 white pawn · f2 white pawn · g2 white pawn · h2 white pawn · a1 white rook · b1 white knight · c1 white bishop · d1 white queen · e1 white king · f1 white bishop · g1 white knight · h1 white rook | a8 black rook · b8 black knight · c8 black bishop · d8 black queen · e8 black king · f8 black bishop · h8 black rook · a7 black pawn · b7 black pawn · d7 black pawn · f7 black pawn · g7 black pawn · h7 black pawn · e6 black pawn · f6 black knight · c5 black pawn · d5 white pawn · c4 white pawn · a2 white pawn · b2 white pawn · e2 white pawn · f2 white pawn · g2 white pawn · h2 white pawn · a1 white rook · b1 white knight · c1 white bishop · d1 white queen · e1 white king · f1 white bishop · g1 white knight · h1 white rook | a8 black rook · b8 black knight · c8 black bishop · d8 black queen · e8 black king · f8 black bishop · h8 black rook · a7 black pawn · b7 black pawn · d7 black pawn · f7 black pawn · g7 black pawn · h7 black pawn · e6 black pawn · f6 black knight · c5 black pawn · d5 white pawn · c4 white pawn · a2 white pawn · b2 white pawn · e2 white pawn · f2 white pawn · g2 white pawn · h2 white pawn · a1 white rook · b1 white knight · c1 white bishop · d1 white queen · e1 white king · f1 white bishop · g1 white knight · h1 white rook | a8 black rook · b8 black knight · c8 black bishop · d8 black queen · e8 black king · f8 black bishop · h8 black rook · a7 black pawn · b7 black pawn · d7 black pawn · f7 black pawn · g7 black pawn · h7 black pawn · e6 black pawn · f6 black knight · c5 black pawn · d5 white pawn · c4 white pawn · a2 white pawn · b2 white pawn · e2 white pawn · f2 white pawn · g2 white pawn · h2 white pawn · a1 white rook · b1 white knight · c1 white bishop · d1 white queen · e1 white king · f1 white bishop · g1 white knight · h1 white rook | a8 black rook · b8 black knight · c8 black bishop · d8 black queen · e8 black king · f8 black bishop · h8 black rook · a7 black pawn · b7 black pawn · d7 black pawn · f7 black pawn · g7 black pawn · h7 black pawn · e6 black pawn · f6 black knight · c5 black pawn · d5 white pawn · c4 white pawn · a2 white pawn · b2 white pawn · e2 white pawn · f2 white pawn · g2 white pawn · h2 white pawn · a1 white rook · b1 white knight · c1 white bishop · d1 white queen · e1 white king · f1 white bishop · g1 white knight · h1 white rook | a8 black rook · b8 black knight · c8 black bishop · d8 black queen · e8 black king · f8 black bishop · h8 black rook · a7 black pawn · b7 black pawn · d7 black pawn · f7 black pawn · g7 black pawn · h7 black pawn · e6 black pawn · f6 black knight · c5 black pawn · d5 white pawn · c4 white pawn · a2 white pawn · b2 white pawn · e2 white pawn · f2 white pawn · g2 white pawn · h2 white pawn · a1 white rook · b1 white knight · c1 white bishop · d1 white queen · e1 white king · f1 white bishop · g1 white knight · h1 white rook | 8 |
| 7 | a8 black rook · b8 black knight · c8 black bishop · d8 black queen · e8 black king · f8 black bishop · h8 black rook · a7 black pawn · b7 black pawn · d7 black pawn · f7 black pawn · g7 black pawn · h7 black pawn · e6 black pawn · f6 black knight · c5 black pawn · d5 white pawn · c4 white pawn · a2 white pawn · b2 white pawn · e2 white pawn · f2 white pawn · g2 white pawn · h2 white pawn · a1 white rook · b1 white knight · c1 white bishop · d1 white queen · e1 white king · f1 white bishop · g1 white knight · h1 white rook | a8 black rook · b8 black knight · c8 black bishop · d8 black queen · e8 black king · f8 black bishop · h8 black rook · a7 black pawn · b7 black pawn · d7 black pawn · f7 black pawn · g7 black pawn · h7 black pawn · e6 black pawn · f6 black knight · c5 black pawn · d5 white pawn · c4 white pawn · a2 white pawn · b2 white pawn · e2 white pawn · f2 white pawn · g2 white pawn · h2 white pawn · a1 white rook · b1 white knight · c1 white bishop · d1 white queen · e1 white king · f1 white bishop · g1 white knight · h1 white rook | a8 black rook · b8 black knight · c8 black bishop · d8 black queen · e8 black king · f8 black bishop · h8 black rook · a7 black pawn · b7 black pawn · d7 black pawn · f7 black pawn · g7 black pawn · h7 black pawn · e6 black pawn · f6 black knight · c5 black pawn · d5 white pawn · c4 white pawn · a2 white pawn · b2 white pawn · e2 white pawn · f2 white pawn · g2 white pawn · h2 white pawn · a1 white rook · b1 white knight · c1 white bishop · d1 white queen · e1 white king · f1 white bishop · g1 white knight · h1 white rook | a8 black rook · b8 black knight · c8 black bishop · d8 black queen · e8 black king · f8 black bishop · h8 black rook · a7 black pawn · b7 black pawn · d7 black pawn · f7 black pawn · g7 black pawn · h7 black pawn · e6 black pawn · f6 black knight · c5 black pawn · d5 white pawn · c4 white pawn · a2 white pawn · b2 white pawn · e2 white pawn · f2 white pawn · g2 white pawn · h2 white pawn · a1 white rook · b1 white knight · c1 white bishop · d1 white queen · e1 white king · f1 white bishop · g1 white knight · h1 white rook | a8 black rook · b8 black knight · c8 black bishop · d8 black queen · e8 black king · f8 black bishop · h8 black rook · a7 black pawn · b7 black pawn · d7 black pawn · f7 black pawn · g7 black pawn · h7 black pawn · e6 black pawn · f6 black knight · c5 black pawn · d5 white pawn · c4 white pawn · a2 white pawn · b2 white pawn · e2 white pawn · f2 white pawn · g2 white pawn · h2 white pawn · a1 white rook · b1 white knight · c1 white bishop · d1 white queen · e1 white king · f1 white bishop · g1 white knight · h1 white rook | a8 black rook · b8 black knight · c8 black bishop · d8 black queen · e8 black king · f8 black bishop · h8 black rook · a7 black pawn · b7 black pawn · d7 black pawn · f7 black pawn · g7 black pawn · h7 black pawn · e6 black pawn · f6 black knight · c5 black pawn · d5 white pawn · c4 white pawn · a2 white pawn · b2 white pawn · e2 white pawn · f2 white pawn · g2 white pawn · h2 white pawn · a1 white rook · b1 white knight · c1 white bishop · d1 white queen · e1 white king · f1 white bishop · g1 white knight · h1 white rook | a8 black rook · b8 black knight · c8 black bishop · d8 black queen · e8 black king · f8 black bishop · h8 black rook · a7 black pawn · b7 black pawn · d7 black pawn · f7 black pawn · g7 black pawn · h7 black pawn · e6 black pawn · f6 black knight · c5 black pawn · d5 white pawn · c4 white pawn · a2 white pawn · b2 white pawn · e2 white pawn · f2 white pawn · g2 white pawn · h2 white pawn · a1 white rook · b1 white knight · c1 white bishop · d1 white queen · e1 white king · f1 white bishop · g1 white knight · h1 white rook | a8 black rook · b8 black knight · c8 black bishop · d8 black queen · e8 black king · f8 black bishop · h8 black rook · a7 black pawn · b7 black pawn · d7 black pawn · f7 black pawn · g7 black pawn · h7 black pawn · e6 black pawn · f6 black knight · c5 black pawn · d5 white pawn · c4 white pawn · a2 white pawn · b2 white pawn · e2 white pawn · f2 white pawn · g2 white pawn · h2 white pawn · a1 white rook · b1 white knight · c1 white bishop · d1 white queen · e1 white king · f1 white bishop · g1 white knight · h1 white rook | 7 |
| 6 | a8 black rook · b8 black knight · c8 black bishop · d8 black queen · e8 black king · f8 black bishop · h8 black rook · a7 black pawn · b7 black pawn · d7 black pawn · f7 black pawn · g7 black pawn · h7 black pawn · e6 black pawn · f6 black knight · c5 black pawn · d5 white pawn · c4 white pawn · a2 white pawn · b2 white pawn · e2 white pawn · f2 white pawn · g2 white pawn · h2 white pawn · a1 white rook · b1 white knight · c1 white bishop · d1 white queen · e1 white king · f1 white bishop · g1 white knight · h1 white rook | a8 black rook · b8 black knight · c8 black bishop · d8 black queen · e8 black king · f8 black bishop · h8 black rook · a7 black pawn · b7 black pawn · d7 black pawn · f7 black pawn · g7 black pawn · h7 black pawn · e6 black pawn · f6 black knight · c5 black pawn · d5 white pawn · c4 white pawn · a2 white pawn · b2 white pawn · e2 white pawn · f2 white pawn · g2 white pawn · h2 white pawn · a1 white rook · b1 white knight · c1 white bishop · d1 white queen · e1 white king · f1 white bishop · g1 white knight · h1 white rook | a8 black rook · b8 black knight · c8 black bishop · d8 black queen · e8 black king · f8 black bishop · h8 black rook · a7 black pawn · b7 black pawn · d7 black pawn · f7 black pawn · g7 black pawn · h7 black pawn · e6 black pawn · f6 black knight · c5 black pawn · d5 white pawn · c4 white pawn · a2 white pawn · b2 white pawn · e2 white pawn · f2 white pawn · g2 white pawn · h2 white pawn · a1 white rook · b1 white knight · c1 white bishop · d1 white queen · e1 white king · f1 white bishop · g1 white knight · h1 white rook | a8 black rook · b8 black knight · c8 black bishop · d8 black queen · e8 black king · f8 black bishop · h8 black rook · a7 black pawn · b7 black pawn · d7 black pawn · f7 black pawn · g7 black pawn · h7 black pawn · e6 black pawn · f6 black knight · c5 black pawn · d5 white pawn · c4 white pawn · a2 white pawn · b2 white pawn · e2 white pawn · f2 white pawn · g2 white pawn · h2 white pawn · a1 white rook · b1 white knight · c1 white bishop · d1 white queen · e1 white king · f1 white bishop · g1 white knight · h1 white rook | a8 black rook · b8 black knight · c8 black bishop · d8 black queen · e8 black king · f8 black bishop · h8 black rook · a7 black pawn · b7 black pawn · d7 black pawn · f7 black pawn · g7 black pawn · h7 black pawn · e6 black pawn · f6 black knight · c5 black pawn · d5 white pawn · c4 white pawn · a2 white pawn · b2 white pawn · e2 white pawn · f2 white pawn · g2 white pawn · h2 white pawn · a1 white rook · b1 white knight · c1 white bishop · d1 white queen · e1 white king · f1 white bishop · g1 white knight · h1 white rook | a8 black rook · b8 black knight · c8 black bishop · d8 black queen · e8 black king · f8 black bishop · h8 black rook · a7 black pawn · b7 black pawn · d7 black pawn · f7 black pawn · g7 black pawn · h7 black pawn · e6 black pawn · f6 black knight · c5 black pawn · d5 white pawn · c4 white pawn · a2 white pawn · b2 white pawn · e2 white pawn · f2 white pawn · g2 white pawn · h2 white pawn · a1 white rook · b1 white knight · c1 white bishop · d1 white queen · e1 white king · f1 white bishop · g1 white knight · h1 white rook | a8 black rook · b8 black knight · c8 black bishop · d8 black queen · e8 black king · f8 black bishop · h8 black rook · a7 black pawn · b7 black pawn · d7 black pawn · f7 black pawn · g7 black pawn · h7 black pawn · e6 black pawn · f6 black knight · c5 black pawn · d5 white pawn · c4 white pawn · a2 white pawn · b2 white pawn · e2 white pawn · f2 white pawn · g2 white pawn · h2 white pawn · a1 white rook · b1 white knight · c1 white bishop · d1 white queen · e1 white king · f1 white bishop · g1 white knight · h1 white rook | a8 black rook · b8 black knight · c8 black bishop · d8 black queen · e8 black king · f8 black bishop · h8 black rook · a7 black pawn · b7 black pawn · d7 black pawn · f7 black pawn · g7 black pawn · h7 black pawn · e6 black pawn · f6 black knight · c5 black pawn · d5 white pawn · c4 white pawn · a2 white pawn · b2 white pawn · e2 white pawn · f2 white pawn · g2 white pawn · h2 white pawn · a1 white rook · b1 white knight · c1 white bishop · d1 white queen · e1 white king · f1 white bishop · g1 white knight · h1 white rook | 6 |
| 5 | a8 black rook · b8 black knight · c8 black bishop · d8 black queen · e8 black king · f8 black bishop · h8 black rook · a7 black pawn · b7 black pawn · d7 black pawn · f7 black pawn · g7 black pawn · h7 black pawn · e6 black pawn · f6 black knight · c5 black pawn · d5 white pawn · c4 white pawn · a2 white pawn · b2 white pawn · e2 white pawn · f2 white pawn · g2 white pawn · h2 white pawn · a1 white rook · b1 white knight · c1 white bishop · d1 white queen · e1 white king · f1 white bishop · g1 white knight · h1 white rook | a8 black rook · b8 black knight · c8 black bishop · d8 black queen · e8 black king · f8 black bishop · h8 black rook · a7 black pawn · b7 black pawn · d7 black pawn · f7 black pawn · g7 black pawn · h7 black pawn · e6 black pawn · f6 black knight · c5 black pawn · d5 white pawn · c4 white pawn · a2 white pawn · b2 white pawn · e2 white pawn · f2 white pawn · g2 white pawn · h2 white pawn · a1 white rook · b1 white knight · c1 white bishop · d1 white queen · e1 white king · f1 white bishop · g1 white knight · h1 white rook | a8 black rook · b8 black knight · c8 black bishop · d8 black queen · e8 black king · f8 black bishop · h8 black rook · a7 black pawn · b7 black pawn · d7 black pawn · f7 black pawn · g7 black pawn · h7 black pawn · e6 black pawn · f6 black knight · c5 black pawn · d5 white pawn · c4 white pawn · a2 white pawn · b2 white pawn · e2 white pawn · f2 white pawn · g2 white pawn · h2 white pawn · a1 white rook · b1 white knight · c1 white bishop · d1 white queen · e1 white king · f1 white bishop · g1 white knight · h1 white rook | a8 black rook · b8 black knight · c8 black bishop · d8 black queen · e8 black king · f8 black bishop · h8 black rook · a7 black pawn · b7 black pawn · d7 black pawn · f7 black pawn · g7 black pawn · h7 black pawn · e6 black pawn · f6 black knight · c5 black pawn · d5 white pawn · c4 white pawn · a2 white pawn · b2 white pawn · e2 white pawn · f2 white pawn · g2 white pawn · h2 white pawn · a1 white rook · b1 white knight · c1 white bishop · d1 white queen · e1 white king · f1 white bishop · g1 white knight · h1 white rook | a8 black rook · b8 black knight · c8 black bishop · d8 black queen · e8 black king · f8 black bishop · h8 black rook · a7 black pawn · b7 black pawn · d7 black pawn · f7 black pawn · g7 black pawn · h7 black pawn · e6 black pawn · f6 black knight · c5 black pawn · d5 white pawn · c4 white pawn · a2 white pawn · b2 white pawn · e2 white pawn · f2 white pawn · g2 white pawn · h2 white pawn · a1 white rook · b1 white knight · c1 white bishop · d1 white queen · e1 white king · f1 white bishop · g1 white knight · h1 white rook | a8 black rook · b8 black knight · c8 black bishop · d8 black queen · e8 black king · f8 black bishop · h8 black rook · a7 black pawn · b7 black pawn · d7 black pawn · f7 black pawn · g7 black pawn · h7 black pawn · e6 black pawn · f6 black knight · c5 black pawn · d5 white pawn · c4 white pawn · a2 white pawn · b2 white pawn · e2 white pawn · f2 white pawn · g2 white pawn · h2 white pawn · a1 white rook · b1 white knight · c1 white bishop · d1 white queen · e1 white king · f1 white bishop · g1 white knight · h1 white rook | a8 black rook · b8 black knight · c8 black bishop · d8 black queen · e8 black king · f8 black bishop · h8 black rook · a7 black pawn · b7 black pawn · d7 black pawn · f7 black pawn · g7 black pawn · h7 black pawn · e6 black pawn · f6 black knight · c5 black pawn · d5 white pawn · c4 white pawn · a2 white pawn · b2 white pawn · e2 white pawn · f2 white pawn · g2 white pawn · h2 white pawn · a1 white rook · b1 white knight · c1 white bishop · d1 white queen · e1 white king · f1 white bishop · g1 white knight · h1 white rook | a8 black rook · b8 black knight · c8 black bishop · d8 black queen · e8 black king · f8 black bishop · h8 black rook · a7 black pawn · b7 black pawn · d7 black pawn · f7 black pawn · g7 black pawn · h7 black pawn · e6 black pawn · f6 black knight · c5 black pawn · d5 white pawn · c4 white pawn · a2 white pawn · b2 white pawn · e2 white pawn · f2 white pawn · g2 white pawn · h2 white pawn · a1 white rook · b1 white knight · c1 white bishop · d1 white queen · e1 white king · f1 white bishop · g1 white knight · h1 white rook | 5 |
| 4 | a8 black rook · b8 black knight · c8 black bishop · d8 black queen · e8 black king · f8 black bishop · h8 black rook · a7 black pawn · b7 black pawn · d7 black pawn · f7 black pawn · g7 black pawn · h7 black pawn · e6 black pawn · f6 black knight · c5 black pawn · d5 white pawn · c4 white pawn · a2 white pawn · b2 white pawn · e2 white pawn · f2 white pawn · g2 white pawn · h2 white pawn · a1 white rook · b1 white knight · c1 white bishop · d1 white queen · e1 white king · f1 white bishop · g1 white knight · h1 white rook | a8 black rook · b8 black knight · c8 black bishop · d8 black queen · e8 black king · f8 black bishop · h8 black rook · a7 black pawn · b7 black pawn · d7 black pawn · f7 black pawn · g7 black pawn · h7 black pawn · e6 black pawn · f6 black knight · c5 black pawn · d5 white pawn · c4 white pawn · a2 white pawn · b2 white pawn · e2 white pawn · f2 white pawn · g2 white pawn · h2 white pawn · a1 white rook · b1 white knight · c1 white bishop · d1 white queen · e1 white king · f1 white bishop · g1 white knight · h1 white rook | a8 black rook · b8 black knight · c8 black bishop · d8 black queen · e8 black king · f8 black bishop · h8 black rook · a7 black pawn · b7 black pawn · d7 black pawn · f7 black pawn · g7 black pawn · h7 black pawn · e6 black pawn · f6 black knight · c5 black pawn · d5 white pawn · c4 white pawn · a2 white pawn · b2 white pawn · e2 white pawn · f2 white pawn · g2 white pawn · h2 white pawn · a1 white rook · b1 white knight · c1 white bishop · d1 white queen · e1 white king · f1 white bishop · g1 white knight · h1 white rook | a8 black rook · b8 black knight · c8 black bishop · d8 black queen · e8 black king · f8 black bishop · h8 black rook · a7 black pawn · b7 black pawn · d7 black pawn · f7 black pawn · g7 black pawn · h7 black pawn · e6 black pawn · f6 black knight · c5 black pawn · d5 white pawn · c4 white pawn · a2 white pawn · b2 white pawn · e2 white pawn · f2 white pawn · g2 white pawn · h2 white pawn · a1 white rook · b1 white knight · c1 white bishop · d1 white queen · e1 white king · f1 white bishop · g1 white knight · h1 white rook | a8 black rook · b8 black knight · c8 black bishop · d8 black queen · e8 black king · f8 black bishop · h8 black rook · a7 black pawn · b7 black pawn · d7 black pawn · f7 black pawn · g7 black pawn · h7 black pawn · e6 black pawn · f6 black knight · c5 black pawn · d5 white pawn · c4 white pawn · a2 white pawn · b2 white pawn · e2 white pawn · f2 white pawn · g2 white pawn · h2 white pawn · a1 white rook · b1 white knight · c1 white bishop · d1 white queen · e1 white king · f1 white bishop · g1 white knight · h1 white rook | a8 black rook · b8 black knight · c8 black bishop · d8 black queen · e8 black king · f8 black bishop · h8 black rook · a7 black pawn · b7 black pawn · d7 black pawn · f7 black pawn · g7 black pawn · h7 black pawn · e6 black pawn · f6 black knight · c5 black pawn · d5 white pawn · c4 white pawn · a2 white pawn · b2 white pawn · e2 white pawn · f2 white pawn · g2 white pawn · h2 white pawn · a1 white rook · b1 white knight · c1 white bishop · d1 white queen · e1 white king · f1 white bishop · g1 white knight · h1 white rook | a8 black rook · b8 black knight · c8 black bishop · d8 black queen · e8 black king · f8 black bishop · h8 black rook · a7 black pawn · b7 black pawn · d7 black pawn · f7 black pawn · g7 black pawn · h7 black pawn · e6 black pawn · f6 black knight · c5 black pawn · d5 white pawn · c4 white pawn · a2 white pawn · b2 white pawn · e2 white pawn · f2 white pawn · g2 white pawn · h2 white pawn · a1 white rook · b1 white knight · c1 white bishop · d1 white queen · e1 white king · f1 white bishop · g1 white knight · h1 white rook | a8 black rook · b8 black knight · c8 black bishop · d8 black queen · e8 black king · f8 black bishop · h8 black rook · a7 black pawn · b7 black pawn · d7 black pawn · f7 black pawn · g7 black pawn · h7 black pawn · e6 black pawn · f6 black knight · c5 black pawn · d5 white pawn · c4 white pawn · a2 white pawn · b2 white pawn · e2 white pawn · f2 white pawn · g2 white pawn · h2 white pawn · a1 white rook · b1 white knight · c1 white bishop · d1 white queen · e1 white king · f1 white bishop · g1 white knight · h1 white rook | 4 |
| 3 | a8 black rook · b8 black knight · c8 black bishop · d8 black queen · e8 black king · f8 black bishop · h8 black rook · a7 black pawn · b7 black pawn · d7 black pawn · f7 black pawn · g7 black pawn · h7 black pawn · e6 black pawn · f6 black knight · c5 black pawn · d5 white pawn · c4 white pawn · a2 white pawn · b2 white pawn · e2 white pawn · f2 white pawn · g2 white pawn · h2 white pawn · a1 white rook · b1 white knight · c1 white bishop · d1 white queen · e1 white king · f1 white bishop · g1 white knight · h1 white rook | a8 black rook · b8 black knight · c8 black bishop · d8 black queen · e8 black king · f8 black bishop · h8 black rook · a7 black pawn · b7 black pawn · d7 black pawn · f7 black pawn · g7 black pawn · h7 black pawn · e6 black pawn · f6 black knight · c5 black pawn · d5 white pawn · c4 white pawn · a2 white pawn · b2 white pawn · e2 white pawn · f2 white pawn · g2 white pawn · h2 white pawn · a1 white rook · b1 white knight · c1 white bishop · d1 white queen · e1 white king · f1 white bishop · g1 white knight · h1 white rook | a8 black rook · b8 black knight · c8 black bishop · d8 black queen · e8 black king · f8 black bishop · h8 black rook · a7 black pawn · b7 black pawn · d7 black pawn · f7 black pawn · g7 black pawn · h7 black pawn · e6 black pawn · f6 black knight · c5 black pawn · d5 white pawn · c4 white pawn · a2 white pawn · b2 white pawn · e2 white pawn · f2 white pawn · g2 white pawn · h2 white pawn · a1 white rook · b1 white knight · c1 white bishop · d1 white queen · e1 white king · f1 white bishop · g1 white knight · h1 white rook | a8 black rook · b8 black knight · c8 black bishop · d8 black queen · e8 black king · f8 black bishop · h8 black rook · a7 black pawn · b7 black pawn · d7 black pawn · f7 black pawn · g7 black pawn · h7 black pawn · e6 black pawn · f6 black knight · c5 black pawn · d5 white pawn · c4 white pawn · a2 white pawn · b2 white pawn · e2 white pawn · f2 white pawn · g2 white pawn · h2 white pawn · a1 white rook · b1 white knight · c1 white bishop · d1 white queen · e1 white king · f1 white bishop · g1 white knight · h1 white rook | a8 black rook · b8 black knight · c8 black bishop · d8 black queen · e8 black king · f8 black bishop · h8 black rook · a7 black pawn · b7 black pawn · d7 black pawn · f7 black pawn · g7 black pawn · h7 black pawn · e6 black pawn · f6 black knight · c5 black pawn · d5 white pawn · c4 white pawn · a2 white pawn · b2 white pawn · e2 white pawn · f2 white pawn · g2 white pawn · h2 white pawn · a1 white rook · b1 white knight · c1 white bishop · d1 white queen · e1 white king · f1 white bishop · g1 white knight · h1 white rook | a8 black rook · b8 black knight · c8 black bishop · d8 black queen · e8 black king · f8 black bishop · h8 black rook · a7 black pawn · b7 black pawn · d7 black pawn · f7 black pawn · g7 black pawn · h7 black pawn · e6 black pawn · f6 black knight · c5 black pawn · d5 white pawn · c4 white pawn · a2 white pawn · b2 white pawn · e2 white pawn · f2 white pawn · g2 white pawn · h2 white pawn · a1 white rook · b1 white knight · c1 white bishop · d1 white queen · e1 white king · f1 white bishop · g1 white knight · h1 white rook | a8 black rook · b8 black knight · c8 black bishop · d8 black queen · e8 black king · f8 black bishop · h8 black rook · a7 black pawn · b7 black pawn · d7 black pawn · f7 black pawn · g7 black pawn · h7 black pawn · e6 black pawn · f6 black knight · c5 black pawn · d5 white pawn · c4 white pawn · a2 white pawn · b2 white pawn · e2 white pawn · f2 white pawn · g2 white pawn · h2 white pawn · a1 white rook · b1 white knight · c1 white bishop · d1 white queen · e1 white king · f1 white bishop · g1 white knight · h1 white rook | a8 black rook · b8 black knight · c8 black bishop · d8 black queen · e8 black king · f8 black bishop · h8 black rook · a7 black pawn · b7 black pawn · d7 black pawn · f7 black pawn · g7 black pawn · h7 black pawn · e6 black pawn · f6 black knight · c5 black pawn · d5 white pawn · c4 white pawn · a2 white pawn · b2 white pawn · e2 white pawn · f2 white pawn · g2 white pawn · h2 white pawn · a1 white rook · b1 white knight · c1 white bishop · d1 white queen · e1 white king · f1 white bishop · g1 white knight · h1 white rook | 3 |
| 2 | a8 black rook · b8 black knight · c8 black bishop · d8 black queen · e8 black king · f8 black bishop · h8 black rook · a7 black pawn · b7 black pawn · d7 black pawn · f7 black pawn · g7 black pawn · h7 black pawn · e6 black pawn · f6 black knight · c5 black pawn · d5 white pawn · c4 white pawn · a2 white pawn · b2 white pawn · e2 white pawn · f2 white pawn · g2 white pawn · h2 white pawn · a1 white rook · b1 white knight · c1 white bishop · d1 white queen · e1 white king · f1 white bishop · g1 white knight · h1 white rook | a8 black rook · b8 black knight · c8 black bishop · d8 black queen · e8 black king · f8 black bishop · h8 black rook · a7 black pawn · b7 black pawn · d7 black pawn · f7 black pawn · g7 black pawn · h7 black pawn · e6 black pawn · f6 black knight · c5 black pawn · d5 white pawn · c4 white pawn · a2 white pawn · b2 white pawn · e2 white pawn · f2 white pawn · g2 white pawn · h2 white pawn · a1 white rook · b1 white knight · c1 white bishop · d1 white queen · e1 white king · f1 white bishop · g1 white knight · h1 white rook | a8 black rook · b8 black knight · c8 black bishop · d8 black queen · e8 black king · f8 black bishop · h8 black rook · a7 black pawn · b7 black pawn · d7 black pawn · f7 black pawn · g7 black pawn · h7 black pawn · e6 black pawn · f6 black knight · c5 black pawn · d5 white pawn · c4 white pawn · a2 white pawn · b2 white pawn · e2 white pawn · f2 white pawn · g2 white pawn · h2 white pawn · a1 white rook · b1 white knight · c1 white bishop · d1 white queen · e1 white king · f1 white bishop · g1 white knight · h1 white rook | a8 black rook · b8 black knight · c8 black bishop · d8 black queen · e8 black king · f8 black bishop · h8 black rook · a7 black pawn · b7 black pawn · d7 black pawn · f7 black pawn · g7 black pawn · h7 black pawn · e6 black pawn · f6 black knight · c5 black pawn · d5 white pawn · c4 white pawn · a2 white pawn · b2 white pawn · e2 white pawn · f2 white pawn · g2 white pawn · h2 white pawn · a1 white rook · b1 white knight · c1 white bishop · d1 white queen · e1 white king · f1 white bishop · g1 white knight · h1 white rook | a8 black rook · b8 black knight · c8 black bishop · d8 black queen · e8 black king · f8 black bishop · h8 black rook · a7 black pawn · b7 black pawn · d7 black pawn · f7 black pawn · g7 black pawn · h7 black pawn · e6 black pawn · f6 black knight · c5 black pawn · d5 white pawn · c4 white pawn · a2 white pawn · b2 white pawn · e2 white pawn · f2 white pawn · g2 white pawn · h2 white pawn · a1 white rook · b1 white knight · c1 white bishop · d1 white queen · e1 white king · f1 white bishop · g1 white knight · h1 white rook | a8 black rook · b8 black knight · c8 black bishop · d8 black queen · e8 black king · f8 black bishop · h8 black rook · a7 black pawn · b7 black pawn · d7 black pawn · f7 black pawn · g7 black pawn · h7 black pawn · e6 black pawn · f6 black knight · c5 black pawn · d5 white pawn · c4 white pawn · a2 white pawn · b2 white pawn · e2 white pawn · f2 white pawn · g2 white pawn · h2 white pawn · a1 white rook · b1 white knight · c1 white bishop · d1 white queen · e1 white king · f1 white bishop · g1 white knight · h1 white rook | a8 black rook · b8 black knight · c8 black bishop · d8 black queen · e8 black king · f8 black bishop · h8 black rook · a7 black pawn · b7 black pawn · d7 black pawn · f7 black pawn · g7 black pawn · h7 black pawn · e6 black pawn · f6 black knight · c5 black pawn · d5 white pawn · c4 white pawn · a2 white pawn · b2 white pawn · e2 white pawn · f2 white pawn · g2 white pawn · h2 white pawn · a1 white rook · b1 white knight · c1 white bishop · d1 white queen · e1 white king · f1 white bishop · g1 white knight · h1 white rook | a8 black rook · b8 black knight · c8 black bishop · d8 black queen · e8 black king · f8 black bishop · h8 black rook · a7 black pawn · b7 black pawn · d7 black pawn · f7 black pawn · g7 black pawn · h7 black pawn · e6 black pawn · f6 black knight · c5 black pawn · d5 white pawn · c4 white pawn · a2 white pawn · b2 white pawn · e2 white pawn · f2 white pawn · g2 white pawn · h2 white pawn · a1 white rook · b1 white knight · c1 white bishop · d1 white queen · e1 white king · f1 white bishop · g1 white knight · h1 white rook | 2 |
| 1 | a8 black rook · b8 black knight · c8 black bishop · d8 black queen · e8 black king · f8 black bishop · h8 black rook · a7 black pawn · b7 black pawn · d7 black pawn · f7 black pawn · g7 black pawn · h7 black pawn · e6 black pawn · f6 black knight · c5 black pawn · d5 white pawn · c4 white pawn · a2 white pawn · b2 white pawn · e2 white pawn · f2 white pawn · g2 white pawn · h2 white pawn · a1 white rook · b1 white knight · c1 white bishop · d1 white queen · e1 white king · f1 white bishop · g1 white knight · h1 white rook | a8 black rook · b8 black knight · c8 black bishop · d8 black queen · e8 black king · f8 black bishop · h8 black rook · a7 black pawn · b7 black pawn · d7 black pawn · f7 black pawn · g7 black pawn · h7 black pawn · e6 black pawn · f6 black knight · c5 black pawn · d5 white pawn · c4 white pawn · a2 white pawn · b2 white pawn · e2 white pawn · f2 white pawn · g2 white pawn · h2 white pawn · a1 white rook · b1 white knight · c1 white bishop · d1 white queen · e1 white king · f1 white bishop · g1 white knight · h1 white rook | a8 black rook · b8 black knight · c8 black bishop · d8 black queen · e8 black king · f8 black bishop · h8 black rook · a7 black pawn · b7 black pawn · d7 black pawn · f7 black pawn · g7 black pawn · h7 black pawn · e6 black pawn · f6 black knight · c5 black pawn · d5 white pawn · c4 white pawn · a2 white pawn · b2 white pawn · e2 white pawn · f2 white pawn · g2 white pawn · h2 white pawn · a1 white rook · b1 white knight · c1 white bishop · d1 white queen · e1 white king · f1 white bishop · g1 white knight · h1 white rook | a8 black rook · b8 black knight · c8 black bishop · d8 black queen · e8 black king · f8 black bishop · h8 black rook · a7 black pawn · b7 black pawn · d7 black pawn · f7 black pawn · g7 black pawn · h7 black pawn · e6 black pawn · f6 black knight · c5 black pawn · d5 white pawn · c4 white pawn · a2 white pawn · b2 white pawn · e2 white pawn · f2 white pawn · g2 white pawn · h2 white pawn · a1 white rook · b1 white knight · c1 white bishop · d1 white queen · e1 white king · f1 white bishop · g1 white knight · h1 white rook | a8 black rook · b8 black knight · c8 black bishop · d8 black queen · e8 black king · f8 black bishop · h8 black rook · a7 black pawn · b7 black pawn · d7 black pawn · f7 black pawn · g7 black pawn · h7 black pawn · e6 black pawn · f6 black knight · c5 black pawn · d5 white pawn · c4 white pawn · a2 white pawn · b2 white pawn · e2 white pawn · f2 white pawn · g2 white pawn · h2 white pawn · a1 white rook · b1 white knight · c1 white bishop · d1 white queen · e1 white king · f1 white bishop · g1 white knight · h1 white rook | a8 black rook · b8 black knight · c8 black bishop · d8 black queen · e8 black king · f8 black bishop · h8 black rook · a7 black pawn · b7 black pawn · d7 black pawn · f7 black pawn · g7 black pawn · h7 black pawn · e6 black pawn · f6 black knight · c5 black pawn · d5 white pawn · c4 white pawn · a2 white pawn · b2 white pawn · e2 white pawn · f2 white pawn · g2 white pawn · h2 white pawn · a1 white rook · b1 white knight · c1 white bishop · d1 white queen · e1 white king · f1 white bishop · g1 white knight · h1 white rook | a8 black rook · b8 black knight · c8 black bishop · d8 black queen · e8 black king · f8 black bishop · h8 black rook · a7 black pawn · b7 black pawn · d7 black pawn · f7 black pawn · g7 black pawn · h7 black pawn · e6 black pawn · f6 black knight · c5 black pawn · d5 white pawn · c4 white pawn · a2 white pawn · b2 white pawn · e2 white pawn · f2 white pawn · g2 white pawn · h2 white pawn · a1 white rook · b1 white knight · c1 white bishop · d1 white queen · e1 white king · f1 white bishop · g1 white knight · h1 white rook | a8 black rook · b8 black knight · c8 black bishop · d8 black queen · e8 black king · f8 black bishop · h8 black rook · a7 black pawn · b7 black pawn · d7 black pawn · f7 black pawn · g7 black pawn · h7 black pawn · e6 black pawn · f6 black knight · c5 black pawn · d5 white pawn · c4 white pawn · a2 white pawn · b2 white pawn · e2 white pawn · f2 white pawn · g2 white pawn · h2 white pawn · a1 white rook · b1 white knight · c1 white bishop · d1 white queen · e1 white king · f1 white bishop · g1 white knight · h1 white rook | 1 |
|   | a | b | c | d | e | f | g | h |   |

Модерни Бенони, 1. д4 Сф6 2. ц4 ц5 3. д5 е6, осим Бенко гамбита, најчешћи је облик Бенонија .Намјера црнога је да игра ... ехд5 и створи већину пјешака на даминој страни, чији напредак ће подржати фијанкетирани ловац на г7. Комбинација ове двије карактеристике разликује црново постављање од осталих Бенонијевих одбрана и краљеве индијанске одбране, иако су транспозиције између ових отварања честе. Модерни Бенони је класификован под ЕЦО ознакама А60 – А79.

### Змијски Бенони: 4. Сц3 ехд5 5.цд5 Бд6
|   | a | b | c | d | e | f | g | h |   |
| 8 | a8 black rook · b8 black knight · c8 black bishop · d8 black queen · e8 black king · h8 black rook · a7 black pawn · b7 black pawn · d7 black pawn · f7 black pawn · g7 black pawn · h7 black pawn · d6 black bishop · f6 black knight · c5 black pawn · d5 white pawn · c3 white knight · a2 white pawn · b2 white pawn · e2 white pawn · f2 white pawn · g2 white pawn · h2 white pawn · a1 white rook · c1 white bishop · d1 white queen · e1 white king · f1 white bishop · g1 white knight · h1 white rook | a8 black rook · b8 black knight · c8 black bishop · d8 black queen · e8 black king · h8 black rook · a7 black pawn · b7 black pawn · d7 black pawn · f7 black pawn · g7 black pawn · h7 black pawn · d6 black bishop · f6 black knight · c5 black pawn · d5 white pawn · c3 white knight · a2 white pawn · b2 white pawn · e2 white pawn · f2 white pawn · g2 white pawn · h2 white pawn · a1 white rook · c1 white bishop · d1 white queen · e1 white king · f1 white bishop · g1 white knight · h1 white rook | a8 black rook · b8 black knight · c8 black bishop · d8 black queen · e8 black king · h8 black rook · a7 black pawn · b7 black pawn · d7 black pawn · f7 black pawn · g7 black pawn · h7 black pawn · d6 black bishop · f6 black knight · c5 black pawn · d5 white pawn · c3 white knight · a2 white pawn · b2 white pawn · e2 white pawn · f2 white pawn · g2 white pawn · h2 white pawn · a1 white rook · c1 white bishop · d1 white queen · e1 white king · f1 white bishop · g1 white knight · h1 white rook | a8 black rook · b8 black knight · c8 black bishop · d8 black queen · e8 black king · h8 black rook · a7 black pawn · b7 black pawn · d7 black pawn · f7 black pawn · g7 black pawn · h7 black pawn · d6 black bishop · f6 black knight · c5 black pawn · d5 white pawn · c3 white knight · a2 white pawn · b2 white pawn · e2 white pawn · f2 white pawn · g2 white pawn · h2 white pawn · a1 white rook · c1 white bishop · d1 white queen · e1 white king · f1 white bishop · g1 white knight · h1 white rook | a8 black rook · b8 black knight · c8 black bishop · d8 black queen · e8 black king · h8 black rook · a7 black pawn · b7 black pawn · d7 black pawn · f7 black pawn · g7 black pawn · h7 black pawn · d6 black bishop · f6 black knight · c5 black pawn · d5 white pawn · c3 white knight · a2 white pawn · b2 white pawn · e2 white pawn · f2 white pawn · g2 white pawn · h2 white pawn · a1 white rook · c1 white bishop · d1 white queen · e1 white king · f1 white bishop · g1 white knight · h1 white rook | a8 black rook · b8 black knight · c8 black bishop · d8 black queen · e8 black king · h8 black rook · a7 black pawn · b7 black pawn · d7 black pawn · f7 black pawn · g7 black pawn · h7 black pawn · d6 black bishop · f6 black knight · c5 black pawn · d5 white pawn · c3 white knight · a2 white pawn · b2 white pawn · e2 white pawn · f2 white pawn · g2 white pawn · h2 white pawn · a1 white rook · c1 white bishop · d1 white queen · e1 white king · f1 white bishop · g1 white knight · h1 white rook | a8 black rook · b8 black knight · c8 black bishop · d8 black queen · e8 black king · h8 black rook · a7 black pawn · b7 black pawn · d7 black pawn · f7 black pawn · g7 black pawn · h7 black pawn · d6 black bishop · f6 black knight · c5 black pawn · d5 white pawn · c3 white knight · a2 white pawn · b2 white pawn · e2 white pawn · f2 white pawn · g2 white pawn · h2 white pawn · a1 white rook · c1 white bishop · d1 white queen · e1 white king · f1 white bishop · g1 white knight · h1 white rook | a8 black rook · b8 black knight · c8 black bishop · d8 black queen · e8 black king · h8 black rook · a7 black pawn · b7 black pawn · d7 black pawn · f7 black pawn · g7 black pawn · h7 black pawn · d6 black bishop · f6 black knight · c5 black pawn · d5 white pawn · c3 white knight · a2 white pawn · b2 white pawn · e2 white pawn · f2 white pawn · g2 white pawn · h2 white pawn · a1 white rook · c1 white bishop · d1 white queen · e1 white king · f1 white bishop · g1 white knight · h1 white rook | 8 |
| 7 | a8 black rook · b8 black knight · c8 black bishop · d8 black queen · e8 black king · h8 black rook · a7 black pawn · b7 black pawn · d7 black pawn · f7 black pawn · g7 black pawn · h7 black pawn · d6 black bishop · f6 black knight · c5 black pawn · d5 white pawn · c3 white knight · a2 white pawn · b2 white pawn · e2 white pawn · f2 white pawn · g2 white pawn · h2 white pawn · a1 white rook · c1 white bishop · d1 white queen · e1 white king · f1 white bishop · g1 white knight · h1 white rook | a8 black rook · b8 black knight · c8 black bishop · d8 black queen · e8 black king · h8 black rook · a7 black pawn · b7 black pawn · d7 black pawn · f7 black pawn · g7 black pawn · h7 black pawn · d6 black bishop · f6 black knight · c5 black pawn · d5 white pawn · c3 white knight · a2 white pawn · b2 white pawn · e2 white pawn · f2 white pawn · g2 white pawn · h2 white pawn · a1 white rook · c1 white bishop · d1 white queen · e1 white king · f1 white bishop · g1 white knight · h1 white rook | a8 black rook · b8 black knight · c8 black bishop · d8 black queen · e8 black king · h8 black rook · a7 black pawn · b7 black pawn · d7 black pawn · f7 black pawn · g7 black pawn · h7 black pawn · d6 black bishop · f6 black knight · c5 black pawn · d5 white pawn · c3 white knight · a2 white pawn · b2 white pawn · e2 white pawn · f2 white pawn · g2 white pawn · h2 white pawn · a1 white rook · c1 white bishop · d1 white queen · e1 white king · f1 white bishop · g1 white knight · h1 white rook | a8 black rook · b8 black knight · c8 black bishop · d8 black queen · e8 black king · h8 black rook · a7 black pawn · b7 black pawn · d7 black pawn · f7 black pawn · g7 black pawn · h7 black pawn · d6 black bishop · f6 black knight · c5 black pawn · d5 white pawn · c3 white knight · a2 white pawn · b2 white pawn · e2 white pawn · f2 white pawn · g2 white pawn · h2 white pawn · a1 white rook · c1 white bishop · d1 white queen · e1 white king · f1 white bishop · g1 white knight · h1 white rook | a8 black rook · b8 black knight · c8 black bishop · d8 black queen · e8 black king · h8 black rook · a7 black pawn · b7 black pawn · d7 black pawn · f7 black pawn · g7 black pawn · h7 black pawn · d6 black bishop · f6 black knight · c5 black pawn · d5 white pawn · c3 white knight · a2 white pawn · b2 white pawn · e2 white pawn · f2 white pawn · g2 white pawn · h2 white pawn · a1 white rook · c1 white bishop · d1 white queen · e1 white king · f1 white bishop · g1 white knight · h1 white rook | a8 black rook · b8 black knight · c8 black bishop · d8 black queen · e8 black king · h8 black rook · a7 black pawn · b7 black pawn · d7 black pawn · f7 black pawn · g7 black pawn · h7 black pawn · d6 black bishop · f6 black knight · c5 black pawn · d5 white pawn · c3 white knight · a2 white pawn · b2 white pawn · e2 white pawn · f2 white pawn · g2 white pawn · h2 white pawn · a1 white rook · c1 white bishop · d1 white queen · e1 white king · f1 white bishop · g1 white knight · h1 white rook | a8 black rook · b8 black knight · c8 black bishop · d8 black queen · e8 black king · h8 black rook · a7 black pawn · b7 black pawn · d7 black pawn · f7 black pawn · g7 black pawn · h7 black pawn · d6 black bishop · f6 black knight · c5 black pawn · d5 white pawn · c3 white knight · a2 white pawn · b2 white pawn · e2 white pawn · f2 white pawn · g2 white pawn · h2 white pawn · a1 white rook · c1 white bishop · d1 white queen · e1 white king · f1 white bishop · g1 white knight · h1 white rook | a8 black rook · b8 black knight · c8 black bishop · d8 black queen · e8 black king · h8 black rook · a7 black pawn · b7 black pawn · d7 black pawn · f7 black pawn · g7 black pawn · h7 black pawn · d6 black bishop · f6 black knight · c5 black pawn · d5 white pawn · c3 white knight · a2 white pawn · b2 white pawn · e2 white pawn · f2 white pawn · g2 white pawn · h2 white pawn · a1 white rook · c1 white bishop · d1 white queen · e1 white king · f1 white bishop · g1 white knight · h1 white rook | 7 |
| 6 | a8 black rook · b8 black knight · c8 black bishop · d8 black queen · e8 black king · h8 black rook · a7 black pawn · b7 black pawn · d7 black pawn · f7 black pawn · g7 black pawn · h7 black pawn · d6 black bishop · f6 black knight · c5 black pawn · d5 white pawn · c3 white knight · a2 white pawn · b2 white pawn · e2 white pawn · f2 white pawn · g2 white pawn · h2 white pawn · a1 white rook · c1 white bishop · d1 white queen · e1 white king · f1 white bishop · g1 white knight · h1 white rook | a8 black rook · b8 black knight · c8 black bishop · d8 black queen · e8 black king · h8 black rook · a7 black pawn · b7 black pawn · d7 black pawn · f7 black pawn · g7 black pawn · h7 black pawn · d6 black bishop · f6 black knight · c5 black pawn · d5 white pawn · c3 white knight · a2 white pawn · b2 white pawn · e2 white pawn · f2 white pawn · g2 white pawn · h2 white pawn · a1 white rook · c1 white bishop · d1 white queen · e1 white king · f1 white bishop · g1 white knight · h1 white rook | a8 black rook · b8 black knight · c8 black bishop · d8 black queen · e8 black king · h8 black rook · a7 black pawn · b7 black pawn · d7 black pawn · f7 black pawn · g7 black pawn · h7 black pawn · d6 black bishop · f6 black knight · c5 black pawn · d5 white pawn · c3 white knight · a2 white pawn · b2 white pawn · e2 white pawn · f2 white pawn · g2 white pawn · h2 white pawn · a1 white rook · c1 white bishop · d1 white queen · e1 white king · f1 white bishop · g1 white knight · h1 white rook | a8 black rook · b8 black knight · c8 black bishop · d8 black queen · e8 black king · h8 black rook · a7 black pawn · b7 black pawn · d7 black pawn · f7 black pawn · g7 black pawn · h7 black pawn · d6 black bishop · f6 black knight · c5 black pawn · d5 white pawn · c3 white knight · a2 white pawn · b2 white pawn · e2 white pawn · f2 white pawn · g2 white pawn · h2 white pawn · a1 white rook · c1 white bishop · d1 white queen · e1 white king · f1 white bishop · g1 white knight · h1 white rook | a8 black rook · b8 black knight · c8 black bishop · d8 black queen · e8 black king · h8 black rook · a7 black pawn · b7 black pawn · d7 black pawn · f7 black pawn · g7 black pawn · h7 black pawn · d6 black bishop · f6 black knight · c5 black pawn · d5 white pawn · c3 white knight · a2 white pawn · b2 white pawn · e2 white pawn · f2 white pawn · g2 white pawn · h2 white pawn · a1 white rook · c1 white bishop · d1 white queen · e1 white king · f1 white bishop · g1 white knight · h1 white rook | a8 black rook · b8 black knight · c8 black bishop · d8 black queen · e8 black king · h8 black rook · a7 black pawn · b7 black pawn · d7 black pawn · f7 black pawn · g7 black pawn · h7 black pawn · d6 black bishop · f6 black knight · c5 black pawn · d5 white pawn · c3 white knight · a2 white pawn · b2 white pawn · e2 white pawn · f2 white pawn · g2 white pawn · h2 white pawn · a1 white rook · c1 white bishop · d1 white queen · e1 white king · f1 white bishop · g1 white knight · h1 white rook | a8 black rook · b8 black knight · c8 black bishop · d8 black queen · e8 black king · h8 black rook · a7 black pawn · b7 black pawn · d7 black pawn · f7 black pawn · g7 black pawn · h7 black pawn · d6 black bishop · f6 black knight · c5 black pawn · d5 white pawn · c3 white knight · a2 white pawn · b2 white pawn · e2 white pawn · f2 white pawn · g2 white pawn · h2 white pawn · a1 white rook · c1 white bishop · d1 white queen · e1 white king · f1 white bishop · g1 white knight · h1 white rook | a8 black rook · b8 black knight · c8 black bishop · d8 black queen · e8 black king · h8 black rook · a7 black pawn · b7 black pawn · d7 black pawn · f7 black pawn · g7 black pawn · h7 black pawn · d6 black bishop · f6 black knight · c5 black pawn · d5 white pawn · c3 white knight · a2 white pawn · b2 white pawn · e2 white pawn · f2 white pawn · g2 white pawn · h2 white pawn · a1 white rook · c1 white bishop · d1 white queen · e1 white king · f1 white bishop · g1 white knight · h1 white rook | 6 |
| 5 | a8 black rook · b8 black knight · c8 black bishop · d8 black queen · e8 black king · h8 black rook · a7 black pawn · b7 black pawn · d7 black pawn · f7 black pawn · g7 black pawn · h7 black pawn · d6 black bishop · f6 black knight · c5 black pawn · d5 white pawn · c3 white knight · a2 white pawn · b2 white pawn · e2 white pawn · f2 white pawn · g2 white pawn · h2 white pawn · a1 white rook · c1 white bishop · d1 white queen · e1 white king · f1 white bishop · g1 white knight · h1 white rook | a8 black rook · b8 black knight · c8 black bishop · d8 black queen · e8 black king · h8 black rook · a7 black pawn · b7 black pawn · d7 black pawn · f7 black pawn · g7 black pawn · h7 black pawn · d6 black bishop · f6 black knight · c5 black pawn · d5 white pawn · c3 white knight · a2 white pawn · b2 white pawn · e2 white pawn · f2 white pawn · g2 white pawn · h2 white pawn · a1 white rook · c1 white bishop · d1 white queen · e1 white king · f1 white bishop · g1 white knight · h1 white rook | a8 black rook · b8 black knight · c8 black bishop · d8 black queen · e8 black king · h8 black rook · a7 black pawn · b7 black pawn · d7 black pawn · f7 black pawn · g7 black pawn · h7 black pawn · d6 black bishop · f6 black knight · c5 black pawn · d5 white pawn · c3 white knight · a2 white pawn · b2 white pawn · e2 white pawn · f2 white pawn · g2 white pawn · h2 white pawn · a1 white rook · c1 white bishop · d1 white queen · e1 white king · f1 white bishop · g1 white knight · h1 white rook | a8 black rook · b8 black knight · c8 black bishop · d8 black queen · e8 black king · h8 black rook · a7 black pawn · b7 black pawn · d7 black pawn · f7 black pawn · g7 black pawn · h7 black pawn · d6 black bishop · f6 black knight · c5 black pawn · d5 white pawn · c3 white knight · a2 white pawn · b2 white pawn · e2 white pawn · f2 white pawn · g2 white pawn · h2 white pawn · a1 white rook · c1 white bishop · d1 white queen · e1 white king · f1 white bishop · g1 white knight · h1 white rook | a8 black rook · b8 black knight · c8 black bishop · d8 black queen · e8 black king · h8 black rook · a7 black pawn · b7 black pawn · d7 black pawn · f7 black pawn · g7 black pawn · h7 black pawn · d6 black bishop · f6 black knight · c5 black pawn · d5 white pawn · c3 white knight · a2 white pawn · b2 white pawn · e2 white pawn · f2 white pawn · g2 white pawn · h2 white pawn · a1 white rook · c1 white bishop · d1 white queen · e1 white king · f1 white bishop · g1 white knight · h1 white rook | a8 black rook · b8 black knight · c8 black bishop · d8 black queen · e8 black king · h8 black rook · a7 black pawn · b7 black pawn · d7 black pawn · f7 black pawn · g7 black pawn · h7 black pawn · d6 black bishop · f6 black knight · c5 black pawn · d5 white pawn · c3 white knight · a2 white pawn · b2 white pawn · e2 white pawn · f2 white pawn · g2 white pawn · h2 white pawn · a1 white rook · c1 white bishop · d1 white queen · e1 white king · f1 white bishop · g1 white knight · h1 white rook | a8 black rook · b8 black knight · c8 black bishop · d8 black queen · e8 black king · h8 black rook · a7 black pawn · b7 black pawn · d7 black pawn · f7 black pawn · g7 black pawn · h7 black pawn · d6 black bishop · f6 black knight · c5 black pawn · d5 white pawn · c3 white knight · a2 white pawn · b2 white pawn · e2 white pawn · f2 white pawn · g2 white pawn · h2 white pawn · a1 white rook · c1 white bishop · d1 white queen · e1 white king · f1 white bishop · g1 white knight · h1 white rook | a8 black rook · b8 black knight · c8 black bishop · d8 black queen · e8 black king · h8 black rook · a7 black pawn · b7 black pawn · d7 black pawn · f7 black pawn · g7 black pawn · h7 black pawn · d6 black bishop · f6 black knight · c5 black pawn · d5 white pawn · c3 white knight · a2 white pawn · b2 white pawn · e2 white pawn · f2 white pawn · g2 white pawn · h2 white pawn · a1 white rook · c1 white bishop · d1 white queen · e1 white king · f1 white bishop · g1 white knight · h1 white rook | 5 |
| 4 | a8 black rook · b8 black knight · c8 black bishop · d8 black queen · e8 black king · h8 black rook · a7 black pawn · b7 black pawn · d7 black pawn · f7 black pawn · g7 black pawn · h7 black pawn · d6 black bishop · f6 black knight · c5 black pawn · d5 white pawn · c3 white knight · a2 white pawn · b2 white pawn · e2 white pawn · f2 white pawn · g2 white pawn · h2 white pawn · a1 white rook · c1 white bishop · d1 white queen · e1 white king · f1 white bishop · g1 white knight · h1 white rook | a8 black rook · b8 black knight · c8 black bishop · d8 black queen · e8 black king · h8 black rook · a7 black pawn · b7 black pawn · d7 black pawn · f7 black pawn · g7 black pawn · h7 black pawn · d6 black bishop · f6 black knight · c5 black pawn · d5 white pawn · c3 white knight · a2 white pawn · b2 white pawn · e2 white pawn · f2 white pawn · g2 white pawn · h2 white pawn · a1 white rook · c1 white bishop · d1 white queen · e1 white king · f1 white bishop · g1 white knight · h1 white rook | a8 black rook · b8 black knight · c8 black bishop · d8 black queen · e8 black king · h8 black rook · a7 black pawn · b7 black pawn · d7 black pawn · f7 black pawn · g7 black pawn · h7 black pawn · d6 black bishop · f6 black knight · c5 black pawn · d5 white pawn · c3 white knight · a2 white pawn · b2 white pawn · e2 white pawn · f2 white pawn · g2 white pawn · h2 white pawn · a1 white rook · c1 white bishop · d1 white queen · e1 white king · f1 white bishop · g1 white knight · h1 white rook | a8 black rook · b8 black knight · c8 black bishop · d8 black queen · e8 black king · h8 black rook · a7 black pawn · b7 black pawn · d7 black pawn · f7 black pawn · g7 black pawn · h7 black pawn · d6 black bishop · f6 black knight · c5 black pawn · d5 white pawn · c3 white knight · a2 white pawn · b2 white pawn · e2 white pawn · f2 white pawn · g2 white pawn · h2 white pawn · a1 white rook · c1 white bishop · d1 white queen · e1 white king · f1 white bishop · g1 white knight · h1 white rook | a8 black rook · b8 black knight · c8 black bishop · d8 black queen · e8 black king · h8 black rook · a7 black pawn · b7 black pawn · d7 black pawn · f7 black pawn · g7 black pawn · h7 black pawn · d6 black bishop · f6 black knight · c5 black pawn · d5 white pawn · c3 white knight · a2 white pawn · b2 white pawn · e2 white pawn · f2 white pawn · g2 white pawn · h2 white pawn · a1 white rook · c1 white bishop · d1 white queen · e1 white king · f1 white bishop · g1 white knight · h1 white rook | a8 black rook · b8 black knight · c8 black bishop · d8 black queen · e8 black king · h8 black rook · a7 black pawn · b7 black pawn · d7 black pawn · f7 black pawn · g7 black pawn · h7 black pawn · d6 black bishop · f6 black knight · c5 black pawn · d5 white pawn · c3 white knight · a2 white pawn · b2 white pawn · e2 white pawn · f2 white pawn · g2 white pawn · h2 white pawn · a1 white rook · c1 white bishop · d1 white queen · e1 white king · f1 white bishop · g1 white knight · h1 white rook | a8 black rook · b8 black knight · c8 black bishop · d8 black queen · e8 black king · h8 black rook · a7 black pawn · b7 black pawn · d7 black pawn · f7 black pawn · g7 black pawn · h7 black pawn · d6 black bishop · f6 black knight · c5 black pawn · d5 white pawn · c3 white knight · a2 white pawn · b2 white pawn · e2 white pawn · f2 white pawn · g2 white pawn · h2 white pawn · a1 white rook · c1 white bishop · d1 white queen · e1 white king · f1 white bishop · g1 white knight · h1 white rook | a8 black rook · b8 black knight · c8 black bishop · d8 black queen · e8 black king · h8 black rook · a7 black pawn · b7 black pawn · d7 black pawn · f7 black pawn · g7 black pawn · h7 black pawn · d6 black bishop · f6 black knight · c5 black pawn · d5 white pawn · c3 white knight · a2 white pawn · b2 white pawn · e2 white pawn · f2 white pawn · g2 white pawn · h2 white pawn · a1 white rook · c1 white bishop · d1 white queen · e1 white king · f1 white bishop · g1 white knight · h1 white rook | 4 |
| 3 | a8 black rook · b8 black knight · c8 black bishop · d8 black queen · e8 black king · h8 black rook · a7 black pawn · b7 black pawn · d7 black pawn · f7 black pawn · g7 black pawn · h7 black pawn · d6 black bishop · f6 black knight · c5 black pawn · d5 white pawn · c3 white knight · a2 white pawn · b2 white pawn · e2 white pawn · f2 white pawn · g2 white pawn · h2 white pawn · a1 white rook · c1 white bishop · d1 white queen · e1 white king · f1 white bishop · g1 white knight · h1 white rook | a8 black rook · b8 black knight · c8 black bishop · d8 black queen · e8 black king · h8 black rook · a7 black pawn · b7 black pawn · d7 black pawn · f7 black pawn · g7 black pawn · h7 black pawn · d6 black bishop · f6 black knight · c5 black pawn · d5 white pawn · c3 white knight · a2 white pawn · b2 white pawn · e2 white pawn · f2 white pawn · g2 white pawn · h2 white pawn · a1 white rook · c1 white bishop · d1 white queen · e1 white king · f1 white bishop · g1 white knight · h1 white rook | a8 black rook · b8 black knight · c8 black bishop · d8 black queen · e8 black king · h8 black rook · a7 black pawn · b7 black pawn · d7 black pawn · f7 black pawn · g7 black pawn · h7 black pawn · d6 black bishop · f6 black knight · c5 black pawn · d5 white pawn · c3 white knight · a2 white pawn · b2 white pawn · e2 white pawn · f2 white pawn · g2 white pawn · h2 white pawn · a1 white rook · c1 white bishop · d1 white queen · e1 white king · f1 white bishop · g1 white knight · h1 white rook | a8 black rook · b8 black knight · c8 black bishop · d8 black queen · e8 black king · h8 black rook · a7 black pawn · b7 black pawn · d7 black pawn · f7 black pawn · g7 black pawn · h7 black pawn · d6 black bishop · f6 black knight · c5 black pawn · d5 white pawn · c3 white knight · a2 white pawn · b2 white pawn · e2 white pawn · f2 white pawn · g2 white pawn · h2 white pawn · a1 white rook · c1 white bishop · d1 white queen · e1 white king · f1 white bishop · g1 white knight · h1 white rook | a8 black rook · b8 black knight · c8 black bishop · d8 black queen · e8 black king · h8 black rook · a7 black pawn · b7 black pawn · d7 black pawn · f7 black pawn · g7 black pawn · h7 black pawn · d6 black bishop · f6 black knight · c5 black pawn · d5 white pawn · c3 white knight · a2 white pawn · b2 white pawn · e2 white pawn · f2 white pawn · g2 white pawn · h2 white pawn · a1 white rook · c1 white bishop · d1 white queen · e1 white king · f1 white bishop · g1 white knight · h1 white rook | a8 black rook · b8 black knight · c8 black bishop · d8 black queen · e8 black king · h8 black rook · a7 black pawn · b7 black pawn · d7 black pawn · f7 black pawn · g7 black pawn · h7 black pawn · d6 black bishop · f6 black knight · c5 black pawn · d5 white pawn · c3 white knight · a2 white pawn · b2 white pawn · e2 white pawn · f2 white pawn · g2 white pawn · h2 white pawn · a1 white rook · c1 white bishop · d1 white queen · e1 white king · f1 white bishop · g1 white knight · h1 white rook | a8 black rook · b8 black knight · c8 black bishop · d8 black queen · e8 black king · h8 black rook · a7 black pawn · b7 black pawn · d7 black pawn · f7 black pawn · g7 black pawn · h7 black pawn · d6 black bishop · f6 black knight · c5 black pawn · d5 white pawn · c3 white knight · a2 white pawn · b2 white pawn · e2 white pawn · f2 white pawn · g2 white pawn · h2 white pawn · a1 white rook · c1 white bishop · d1 white queen · e1 white king · f1 white bishop · g1 white knight · h1 white rook | a8 black rook · b8 black knight · c8 black bishop · d8 black queen · e8 black king · h8 black rook · a7 black pawn · b7 black pawn · d7 black pawn · f7 black pawn · g7 black pawn · h7 black pawn · d6 black bishop · f6 black knight · c5 black pawn · d5 white pawn · c3 white knight · a2 white pawn · b2 white pawn · e2 white pawn · f2 white pawn · g2 white pawn · h2 white pawn · a1 white rook · c1 white bishop · d1 white queen · e1 white king · f1 white bishop · g1 white knight · h1 white rook | 3 |
| 2 | a8 black rook · b8 black knight · c8 black bishop · d8 black queen · e8 black king · h8 black rook · a7 black pawn · b7 black pawn · d7 black pawn · f7 black pawn · g7 black pawn · h7 black pawn · d6 black bishop · f6 black knight · c5 black pawn · d5 white pawn · c3 white knight · a2 white pawn · b2 white pawn · e2 white pawn · f2 white pawn · g2 white pawn · h2 white pawn · a1 white rook · c1 white bishop · d1 white queen · e1 white king · f1 white bishop · g1 white knight · h1 white rook | a8 black rook · b8 black knight · c8 black bishop · d8 black queen · e8 black king · h8 black rook · a7 black pawn · b7 black pawn · d7 black pawn · f7 black pawn · g7 black pawn · h7 black pawn · d6 black bishop · f6 black knight · c5 black pawn · d5 white pawn · c3 white knight · a2 white pawn · b2 white pawn · e2 white pawn · f2 white pawn · g2 white pawn · h2 white pawn · a1 white rook · c1 white bishop · d1 white queen · e1 white king · f1 white bishop · g1 white knight · h1 white rook | a8 black rook · b8 black knight · c8 black bishop · d8 black queen · e8 black king · h8 black rook · a7 black pawn · b7 black pawn · d7 black pawn · f7 black pawn · g7 black pawn · h7 black pawn · d6 black bishop · f6 black knight · c5 black pawn · d5 white pawn · c3 white knight · a2 white pawn · b2 white pawn · e2 white pawn · f2 white pawn · g2 white pawn · h2 white pawn · a1 white rook · c1 white bishop · d1 white queen · e1 white king · f1 white bishop · g1 white knight · h1 white rook | a8 black rook · b8 black knight · c8 black bishop · d8 black queen · e8 black king · h8 black rook · a7 black pawn · b7 black pawn · d7 black pawn · f7 black pawn · g7 black pawn · h7 black pawn · d6 black bishop · f6 black knight · c5 black pawn · d5 white pawn · c3 white knight · a2 white pawn · b2 white pawn · e2 white pawn · f2 white pawn · g2 white pawn · h2 white pawn · a1 white rook · c1 white bishop · d1 white queen · e1 white king · f1 white bishop · g1 white knight · h1 white rook | a8 black rook · b8 black knight · c8 black bishop · d8 black queen · e8 black king · h8 black rook · a7 black pawn · b7 black pawn · d7 black pawn · f7 black pawn · g7 black pawn · h7 black pawn · d6 black bishop · f6 black knight · c5 black pawn · d5 white pawn · c3 white knight · a2 white pawn · b2 white pawn · e2 white pawn · f2 white pawn · g2 white pawn · h2 white pawn · a1 white rook · c1 white bishop · d1 white queen · e1 white king · f1 white bishop · g1 white knight · h1 white rook | a8 black rook · b8 black knight · c8 black bishop · d8 black queen · e8 black king · h8 black rook · a7 black pawn · b7 black pawn · d7 black pawn · f7 black pawn · g7 black pawn · h7 black pawn · d6 black bishop · f6 black knight · c5 black pawn · d5 white pawn · c3 white knight · a2 white pawn · b2 white pawn · e2 white pawn · f2 white pawn · g2 white pawn · h2 white pawn · a1 white rook · c1 white bishop · d1 white queen · e1 white king · f1 white bishop · g1 white knight · h1 white rook | a8 black rook · b8 black knight · c8 black bishop · d8 black queen · e8 black king · h8 black rook · a7 black pawn · b7 black pawn · d7 black pawn · f7 black pawn · g7 black pawn · h7 black pawn · d6 black bishop · f6 black knight · c5 black pawn · d5 white pawn · c3 white knight · a2 white pawn · b2 white pawn · e2 white pawn · f2 white pawn · g2 white pawn · h2 white pawn · a1 white rook · c1 white bishop · d1 white queen · e1 white king · f1 white bishop · g1 white knight · h1 white rook | a8 black rook · b8 black knight · c8 black bishop · d8 black queen · e8 black king · h8 black rook · a7 black pawn · b7 black pawn · d7 black pawn · f7 black pawn · g7 black pawn · h7 black pawn · d6 black bishop · f6 black knight · c5 black pawn · d5 white pawn · c3 white knight · a2 white pawn · b2 white pawn · e2 white pawn · f2 white pawn · g2 white pawn · h2 white pawn · a1 white rook · c1 white bishop · d1 white queen · e1 white king · f1 white bishop · g1 white knight · h1 white rook | 2 |
| 1 | a8 black rook · b8 black knight · c8 black bishop · d8 black queen · e8 black king · h8 black rook · a7 black pawn · b7 black pawn · d7 black pawn · f7 black pawn · g7 black pawn · h7 black pawn · d6 black bishop · f6 black knight · c5 black pawn · d5 white pawn · c3 white knight · a2 white pawn · b2 white pawn · e2 white pawn · f2 white pawn · g2 white pawn · h2 white pawn · a1 white rook · c1 white bishop · d1 white queen · e1 white king · f1 white bishop · g1 white knight · h1 white rook | a8 black rook · b8 black knight · c8 black bishop · d8 black queen · e8 black king · h8 black rook · a7 black pawn · b7 black pawn · d7 black pawn · f7 black pawn · g7 black pawn · h7 black pawn · d6 black bishop · f6 black knight · c5 black pawn · d5 white pawn · c3 white knight · a2 white pawn · b2 white pawn · e2 white pawn · f2 white pawn · g2 white pawn · h2 white pawn · a1 white rook · c1 white bishop · d1 white queen · e1 white king · f1 white bishop · g1 white knight · h1 white rook | a8 black rook · b8 black knight · c8 black bishop · d8 black queen · e8 black king · h8 black rook · a7 black pawn · b7 black pawn · d7 black pawn · f7 black pawn · g7 black pawn · h7 black pawn · d6 black bishop · f6 black knight · c5 black pawn · d5 white pawn · c3 white knight · a2 white pawn · b2 white pawn · e2 white pawn · f2 white pawn · g2 white pawn · h2 white pawn · a1 white rook · c1 white bishop · d1 white queen · e1 white king · f1 white bishop · g1 white knight · h1 white rook | a8 black rook · b8 black knight · c8 black bishop · d8 black queen · e8 black king · h8 black rook · a7 black pawn · b7 black pawn · d7 black pawn · f7 black pawn · g7 black pawn · h7 black pawn · d6 black bishop · f6 black knight · c5 black pawn · d5 white pawn · c3 white knight · a2 white pawn · b2 white pawn · e2 white pawn · f2 white pawn · g2 white pawn · h2 white pawn · a1 white rook · c1 white bishop · d1 white queen · e1 white king · f1 white bishop · g1 white knight · h1 white rook | a8 black rook · b8 black knight · c8 black bishop · d8 black queen · e8 black king · h8 black rook · a7 black pawn · b7 black pawn · d7 black pawn · f7 black pawn · g7 black pawn · h7 black pawn · d6 black bishop · f6 black knight · c5 black pawn · d5 white pawn · c3 white knight · a2 white pawn · b2 white pawn · e2 white pawn · f2 white pawn · g2 white pawn · h2 white pawn · a1 white rook · c1 white bishop · d1 white queen · e1 white king · f1 white bishop · g1 white knight · h1 white rook | a8 black rook · b8 black knight · c8 black bishop · d8 black queen · e8 black king · h8 black rook · a7 black pawn · b7 black pawn · d7 black pawn · f7 black pawn · g7 black pawn · h7 black pawn · d6 black bishop · f6 black knight · c5 black pawn · d5 white pawn · c3 white knight · a2 white pawn · b2 white pawn · e2 white pawn · f2 white pawn · g2 white pawn · h2 white pawn · a1 white rook · c1 white bishop · d1 white queen · e1 white king · f1 white bishop · g1 white knight · h1 white rook | a8 black rook · b8 black knight · c8 black bishop · d8 black queen · e8 black king · h8 black rook · a7 black pawn · b7 black pawn · d7 black pawn · f7 black pawn · g7 black pawn · h7 black pawn · d6 black bishop · f6 black knight · c5 black pawn · d5 white pawn · c3 white knight · a2 white pawn · b2 white pawn · e2 white pawn · f2 white pawn · g2 white pawn · h2 white pawn · a1 white rook · c1 white bishop · d1 white queen · e1 white king · f1 white bishop · g1 white knight · h1 white rook | a8 black rook · b8 black knight · c8 black bishop · d8 black queen · e8 black king · h8 black rook · a7 black pawn · b7 black pawn · d7 black pawn · f7 black pawn · g7 black pawn · h7 black pawn · d6 black bishop · f6 black knight · c5 black pawn · d5 white pawn · c3 white knight · a2 white pawn · b2 white pawn · e2 white pawn · f2 white pawn · g2 white pawn · h2 white pawn · a1 white rook · c1 white bishop · d1 white queen · e1 white king · f1 white bishop · g1 white knight · h1 white rook | 1 |
|   | a | b | c | d | e | f | g | h |   |

Змијски Бенони односи се на варијанту модерног Бенонија где је ловац развијен на д6 а не на г7. Ово отварање измислио је 1982. године Ролф Олав Мартенс, који је дао своје име због злогласног кретања ловца - у Мартенсовом оригиналном концепту, црни наставља са 6 ... Лц7, а понекад и ... Ла5 - и зато што шведска ријеч за змију, орма, била је анаграм његових иницијала.  Нормундс Миезис је био редован експонент ове варијанте.  Поред Мартенсовог плана, 6 ... 0-0 је у намери ... Те8, ... Лф8 и потенцијално премештање ловца на г7.  Чини се да бијели задржава предност у односу на обе поставке. 

## ЕЦО
Енциклопедија шаховских отварања ( ЕЦО ) садржи многе шифре за одбрану Бенонија.
Стари Бенони:
- А43 1.д4 ц5
- А44 1.д4 ц5 2.д5 е5

Бенони одбрана:
- А56 1.д4 Сф6 2.ц4 ц5 (укључује чешки Бенони)
- А57 – А59 1.д4 Сф6 2.ц4 ц5 3.д5 б5 ( Бенко Гамбит )
- А60 1.д4 Сф6 2.ц4 ц5 3.д5 е6
- А61 1.д4 Сф6 2.ц4 ц5 3.д5 е6 4. Сц3 ехд5 5.цхд5 д6 6. Сф3 г6

Фијанкето варијанта:
- А62 1.д4 Сф6 2.ц4 ц5 3.д5 е6 4. Сц3 ехд5 5.цхд5 д6 6. Сф3 г6 7.г3 Лг7 8. Лг2 0-0
- А63 1.д4 Сф6 2.ц4 ц5 3.д5 е6 4. Сц3 ехд5 5.цхд5 д6 6. Сф3 г6 7.г3 Лг7 8. лг2 0-0 9. 0-0 Сбд7
- А64 1.д4 Сф6 2.ц4 ц5 3.д5 е6 4. Сц3 ехд5 5.цхд5 д6 6. Сф3 г6 7.г3 Лг7 8. Лг2 0-0 9. 0-0 Сбд7 10. Сд2 а6 11.а4 Те8

Модерни Бенони:
- А65 1.д4 Сф6 2.ц4 ц5 3.д5 е6 4. Сц3 ехд5 5.цхд5 д6 6.е4
- А66 1.д4 Сф6 2.ц4 ц5 3.д5 е6 4. Сц3 ехд5 5.цхд5 д6 6.е4 г6 7.ф4

Варијанта Таиманов:
- А67 1.д4 Сф6 2.ц4 ц5 3.д5 е6 4. Сц3 ехд5 5.цхд5 д6 6.е4 г6 7.ф4 Лг7 8. Лб5 +

Напад четири пјешака:
- А68 1.д4 Сф6 2.ц4 ц5 3.д5 е6 4. Сц3 ехд5 5.цхд5 д6 6.е4 г6 7.ф4 Лг7 8. Сф3 0-0
- А69 1.д4 Сф6 2.ц4 ц5 3.д5 е6 4. Сц3 ехд5 5.цхд5 д6 6.е4 г6 7.ф4 Лг7 8. Сф3 0-0 9. Ле2 Те8

Класични Бенони:
- А70 1.д4 Сф6 2.ц4 ц5 3.д5 е6 4. Сц3 ехд5 5.цхд5 д6 6.е4 г6 7. Сф3
- А71 1.д4 Сф6 2.ц4 ц5 3.д5 е6 4. Сц3 ехд5 5.цхд5 д6 6.е4 г6 7. Сф3 Лг7 8. Лг5
- А72 1.д4 Сф6 2.ц4 ц5 3.д5 е6 4. Нц3 ехд5 5.цхд5 д6 6.е4 г6 7. Сф3 Лг7 8. Ле2 0-0
- А73 1.д4 Сф6 2.ц4 ц5 3.д5 е6 4. Нц3 ехд5 5.цхд5 д6 6.е4 г6 7. Сф3 Лг7 8. Ле2 0-0 9.0-0
- А74 1.д4 Сф6 2.ц4 ц5 3.д5 е6 4. Сц3 ехд5 5.цхд5 д6 6.е4 г6 7. Сф3 Лг7 8. Ле2 0-0 9. 0-0 а6
- А75 1.д4 Сф6 2.ц4 ц5 3.д5 е6 4. Сц3 ехд5 5.цхд5 д6 6.е4 г6 7. Сф3 Лг7 8. Ле2 0-0 9. 0-0 а6 10.а4 Лг4
- А76 1.д4 Сф6 2.ц4 ц5 3.д5 е6 4. Сц3 ехд5 5.цхд5 д6 6.е4 г6 7. Сф3 Лг7 8. Ле2 0-0 9. 0-0 Те8
- А77 1.д4 Сф6 2.ц4 ц5 3.д5 е6 4. Сц3 ехд5 5.цхд5 д6 6.е4 г6 7. Сф3 Лг7 8. Ле2 0-0 9. 0-0 Те8 10. Сд2
- А78 1.д4 Сф6 2.ц4 ц5 3.д5 е6 4. Сц3 ехд5 5.цхд5 д6 6.е4 г6 7. Сф3 Лг7 8. Ле2 0-0 9. 0-0 Те8 10. Сд2 Са6
- А79 1.д4 Сф6 2.ц4 ц5 3.д5 е6 4. Сц3 ехд5 5.цхд5 д6 6.е4 г6 7. Сф3 Лг7 8. Ле2 0-0 9. 0-0 Те8 10. Сд2 Са6 11.ф3